# 테티스

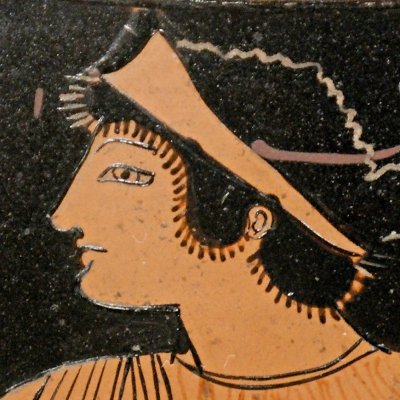
테티스.

테티스(고대 그리스어: Τηθύς Tethis[*])는 그리스 신화에 나오는 님프로 네레우스와 도리스의 딸들인 네레이스 중의 하나이다. 인간인 펠레우스와 결혼하여 트로이 전쟁의 영웅 아킬레우스를 낳은 어머니로 유명하다.
테티스는 굉장한 미모를 가진 덕분에 제우스의 총애를 받았으나 "테티스는 아버지보다 모든 면에서 뛰어난 아들을 낳는다."는 신탁을 듣게 된 제우스는 테티스를 포기하고 대신 펠레우스에게 시집보냈다.

### 테티스,펠레우스 그리고 제우스

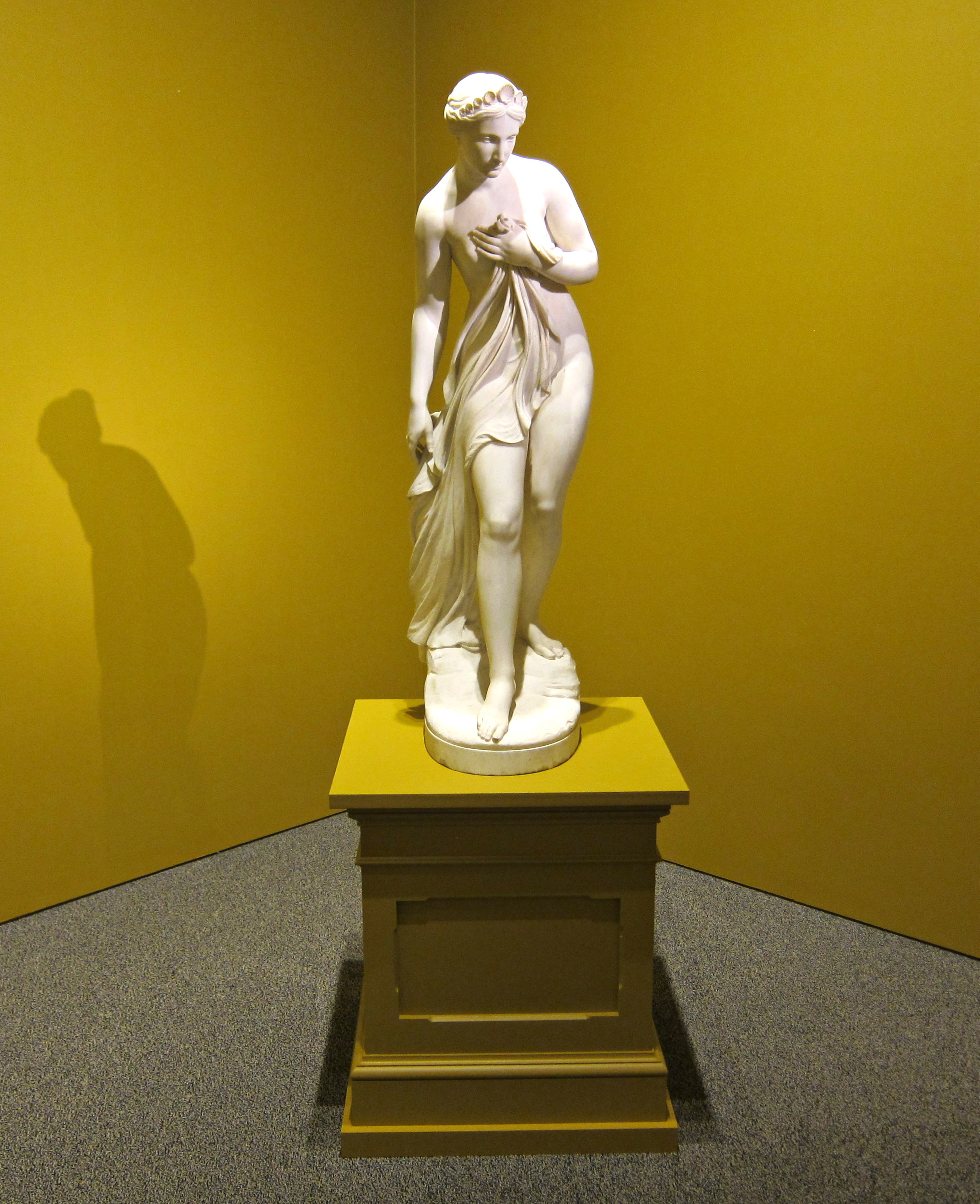
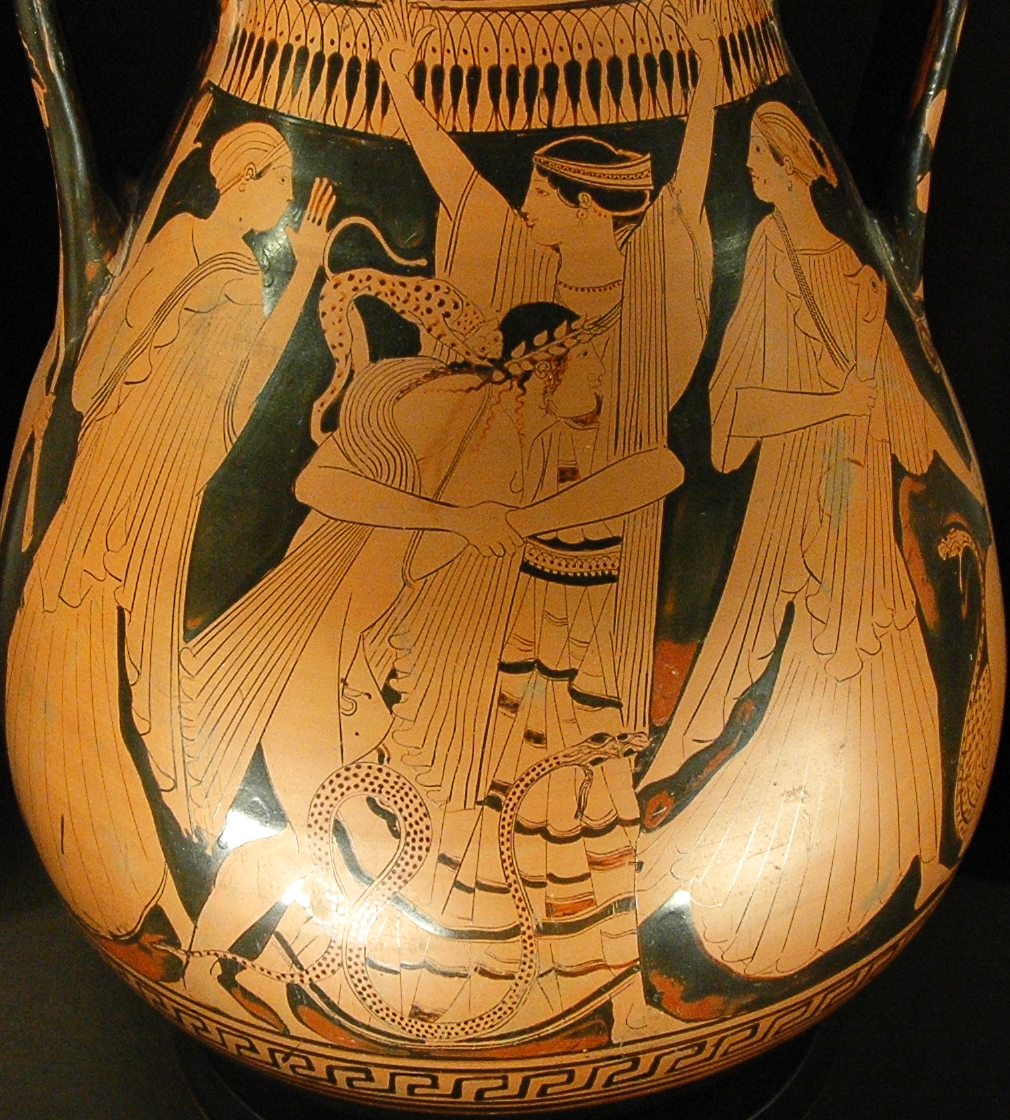
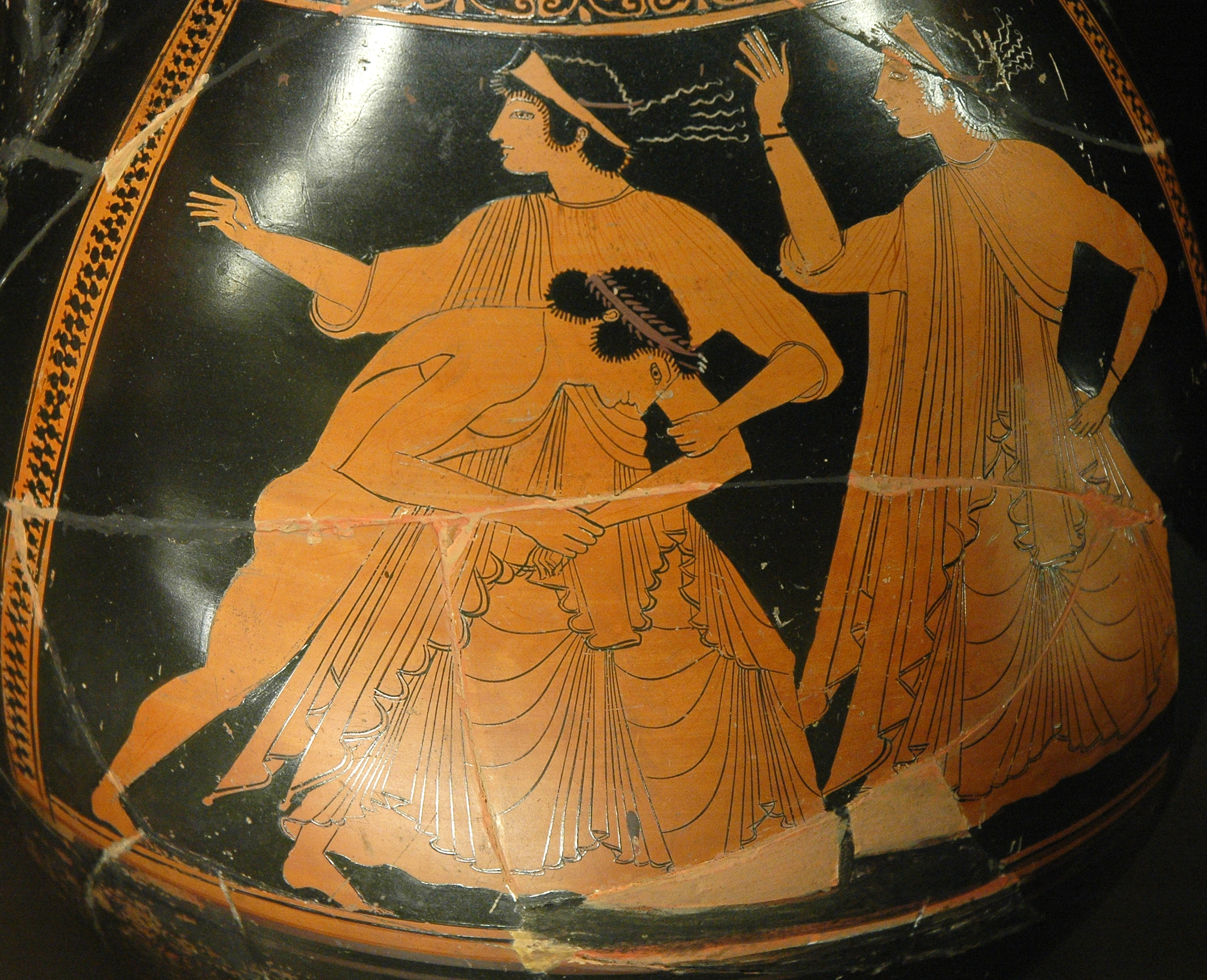
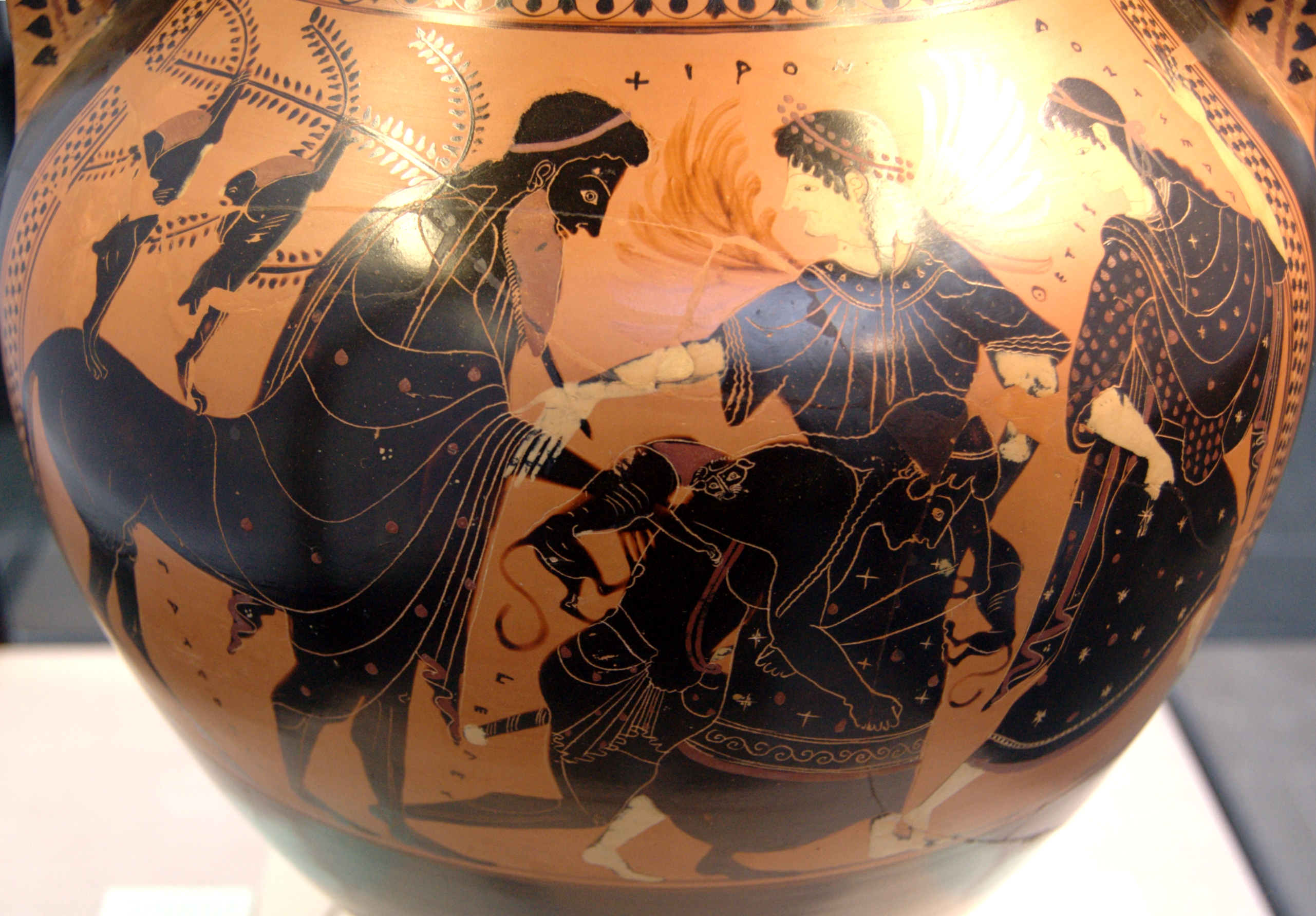
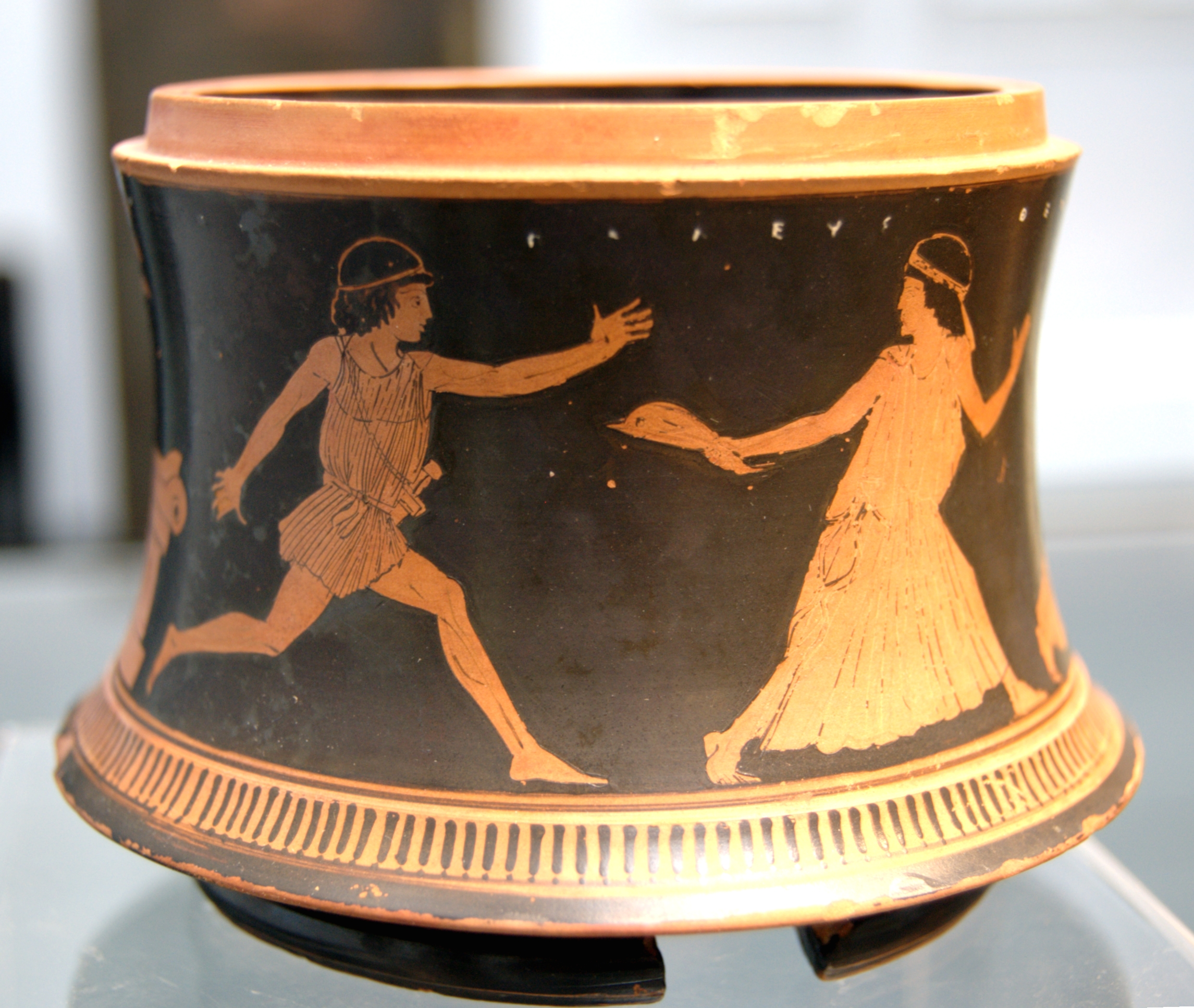
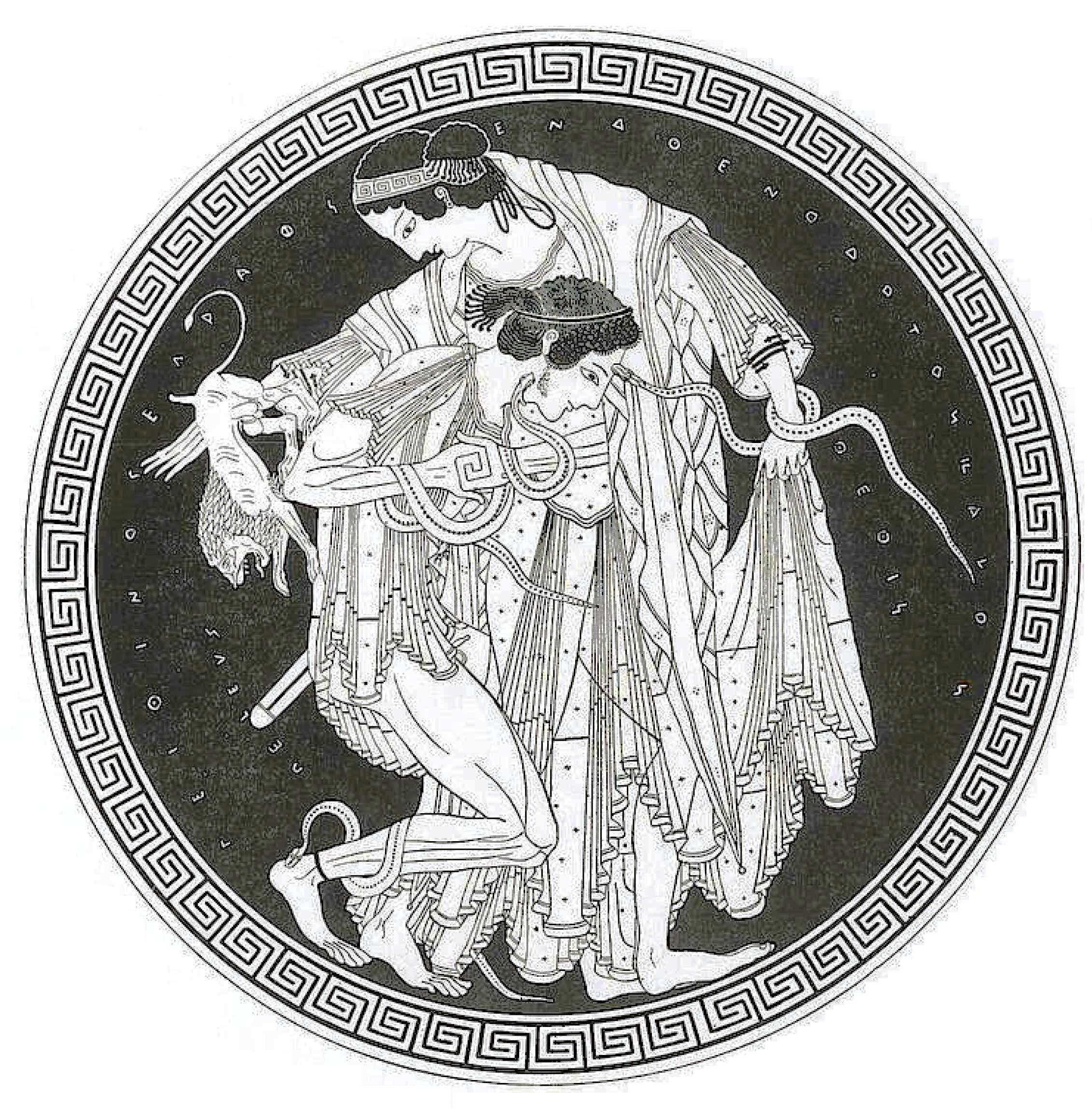
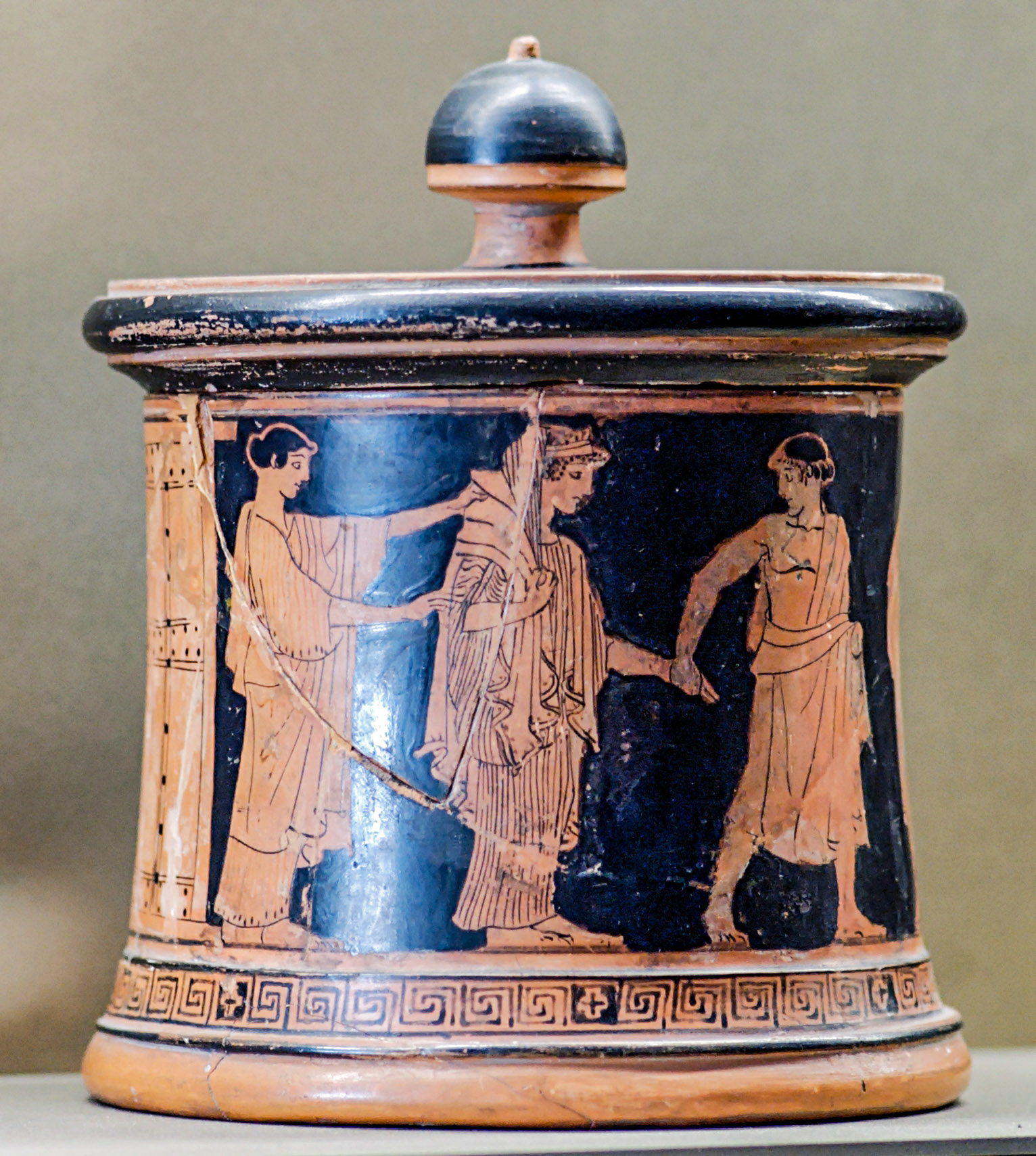
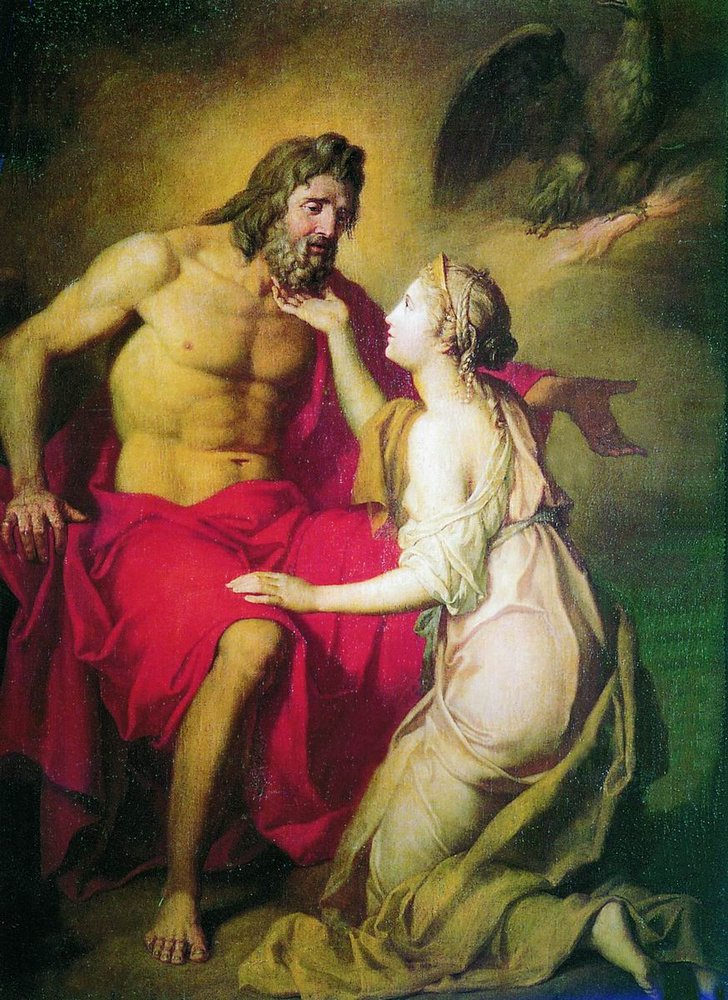
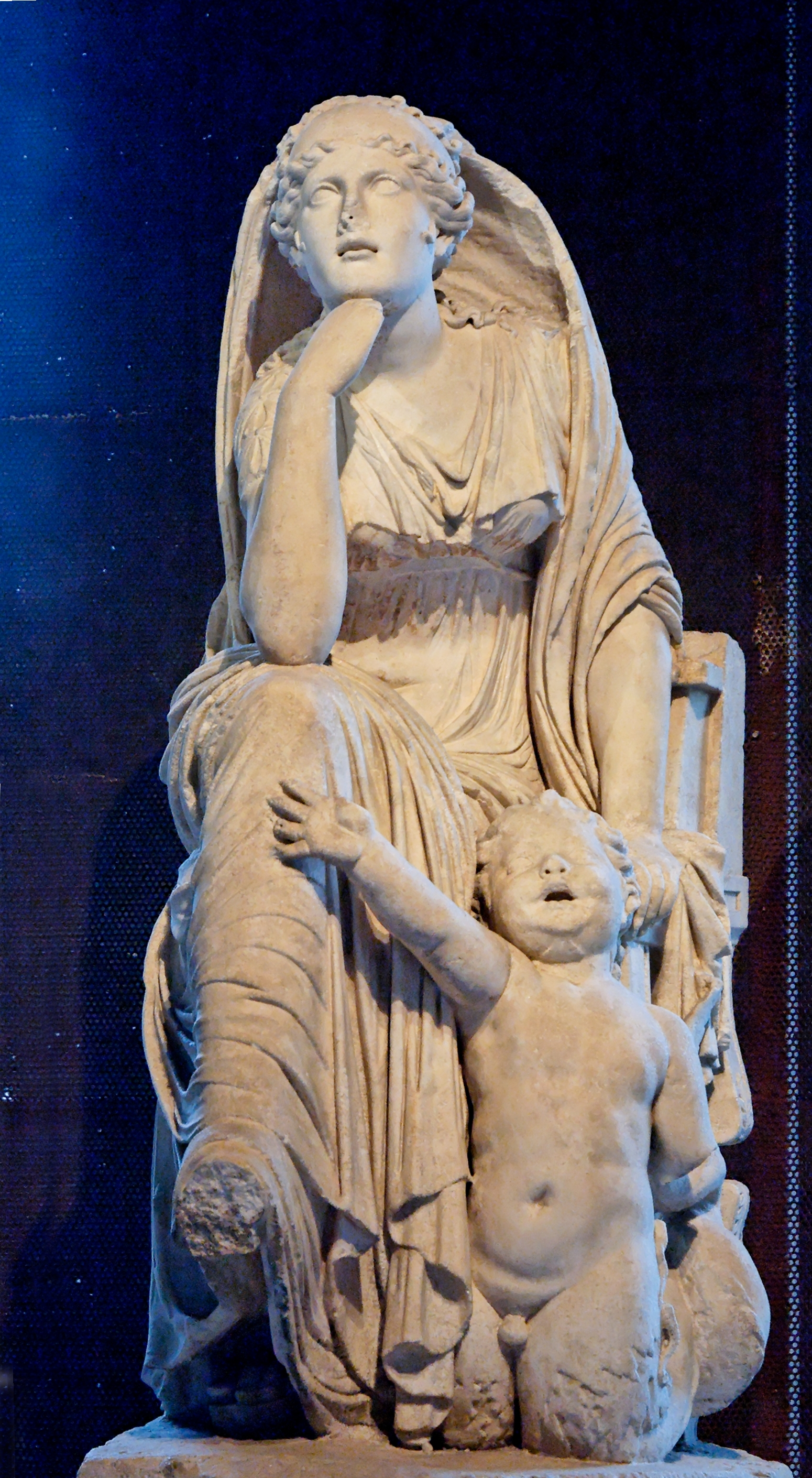

### 테티스와 펠레우스의 결혼식

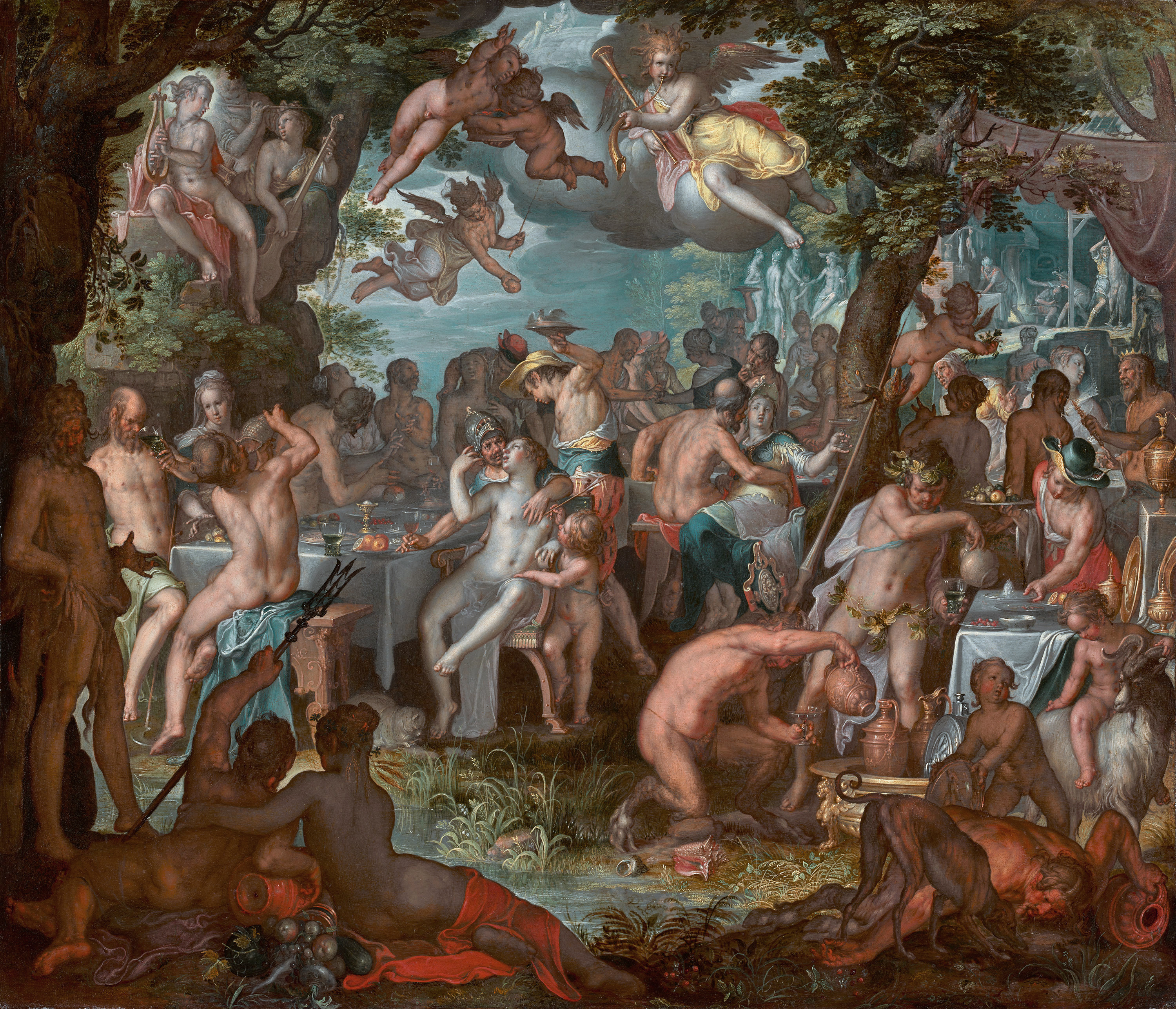
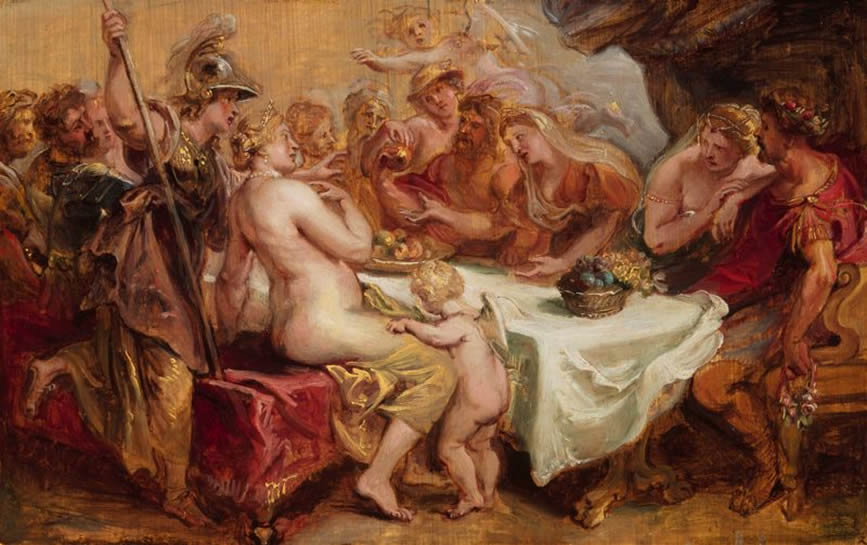
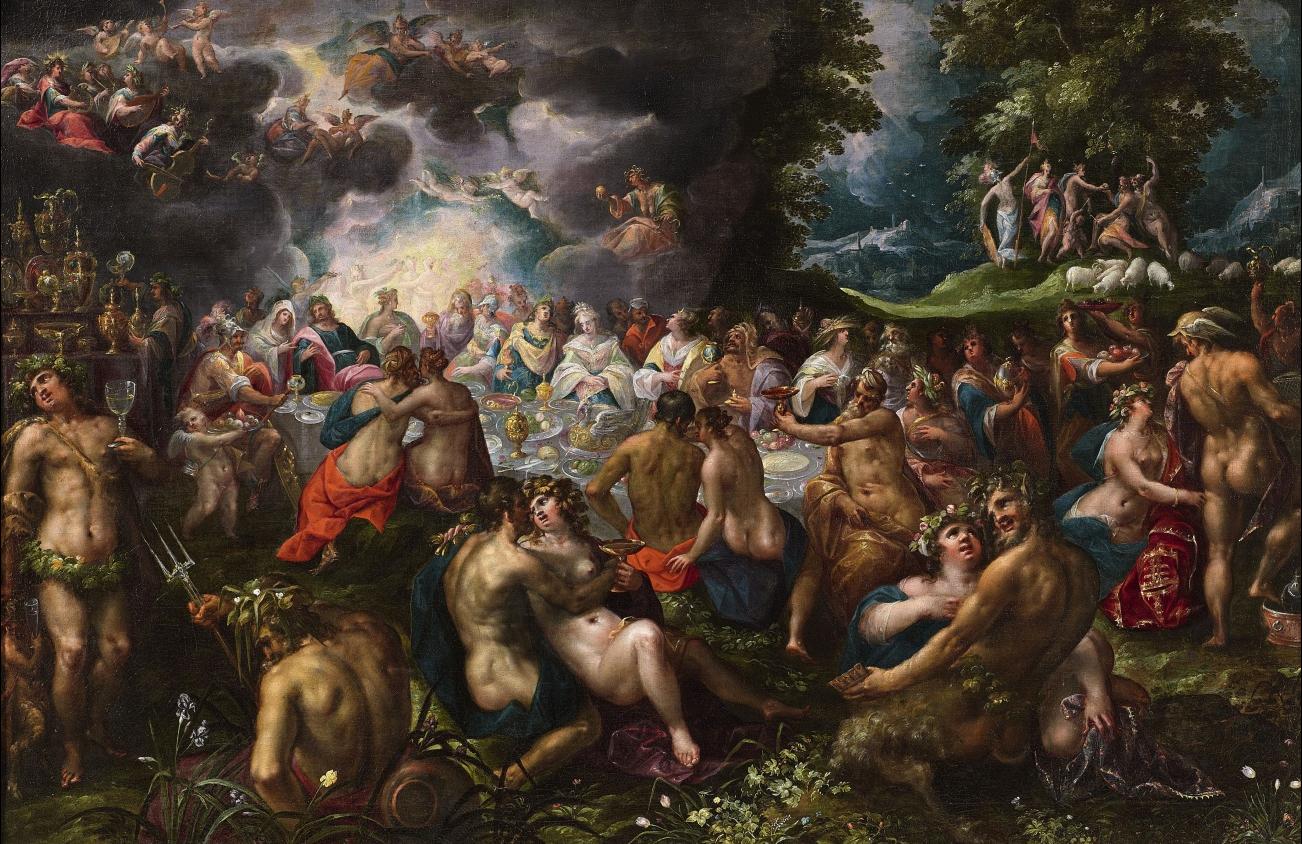
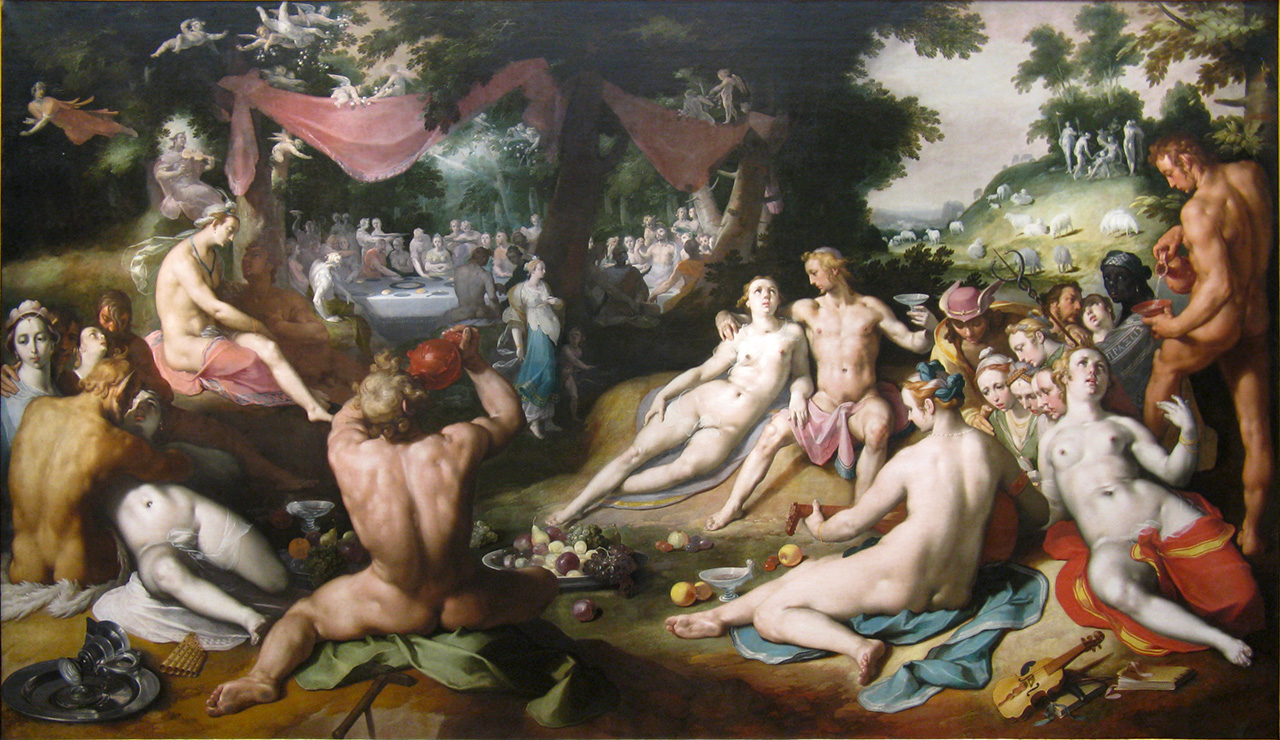
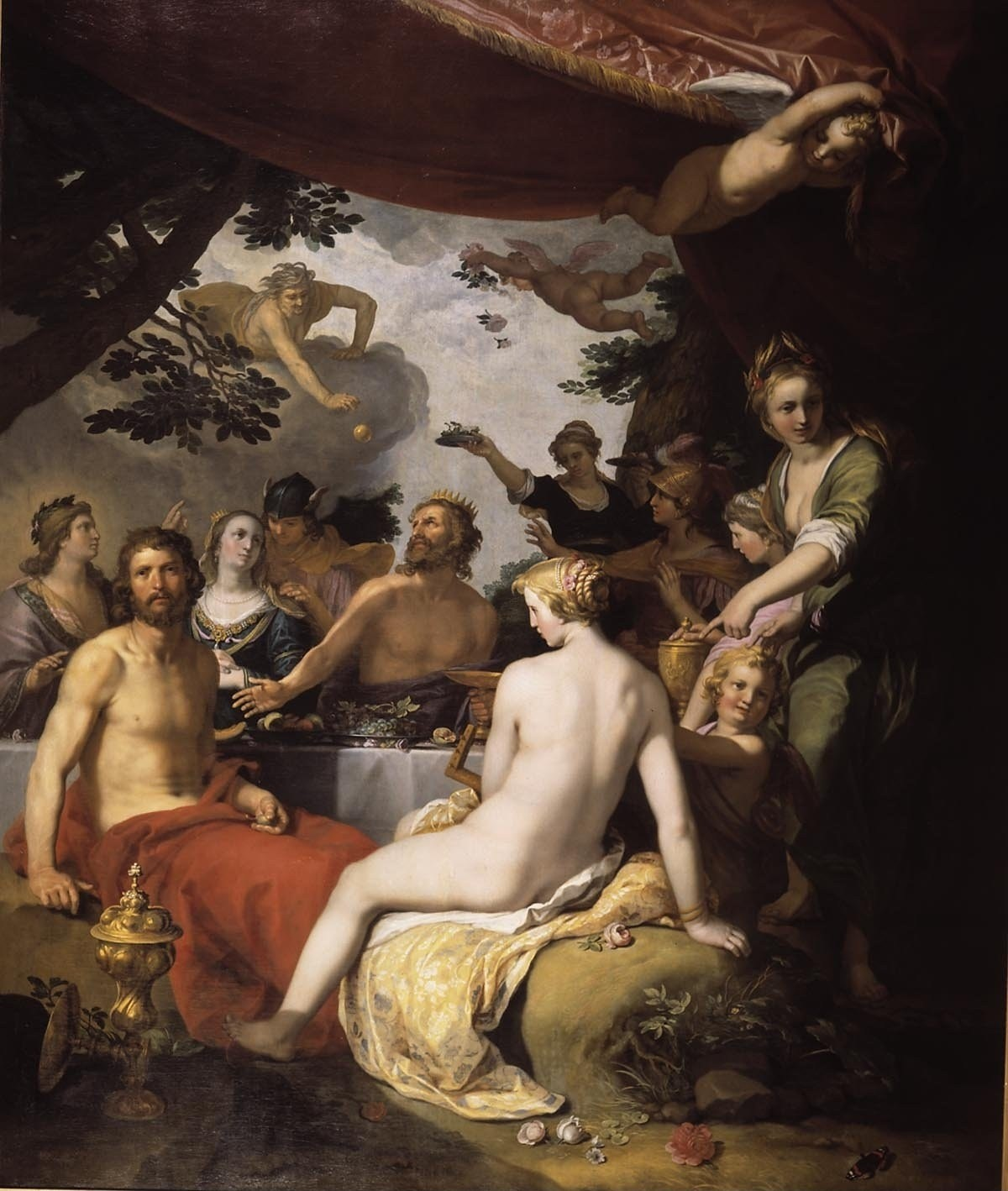
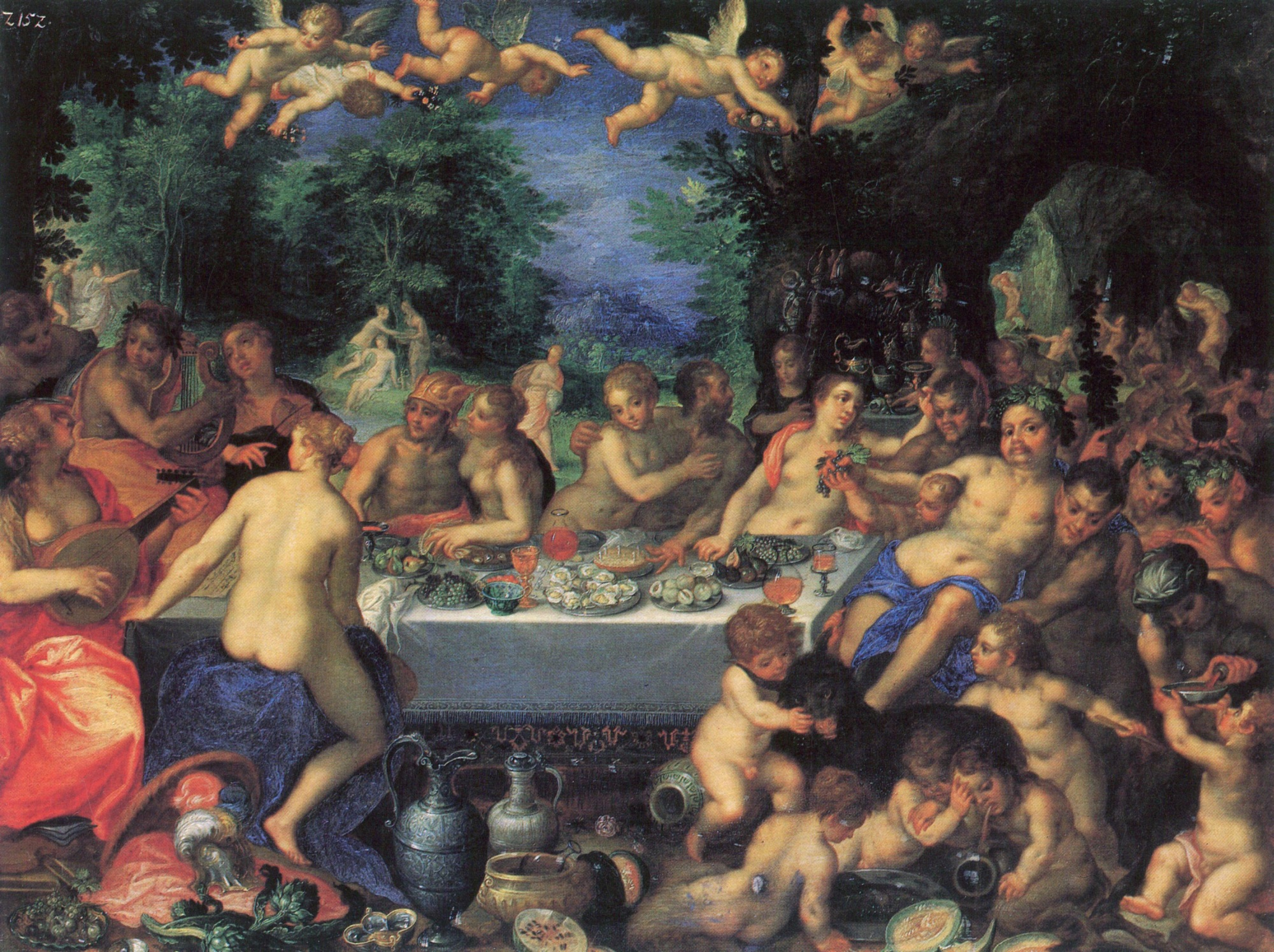
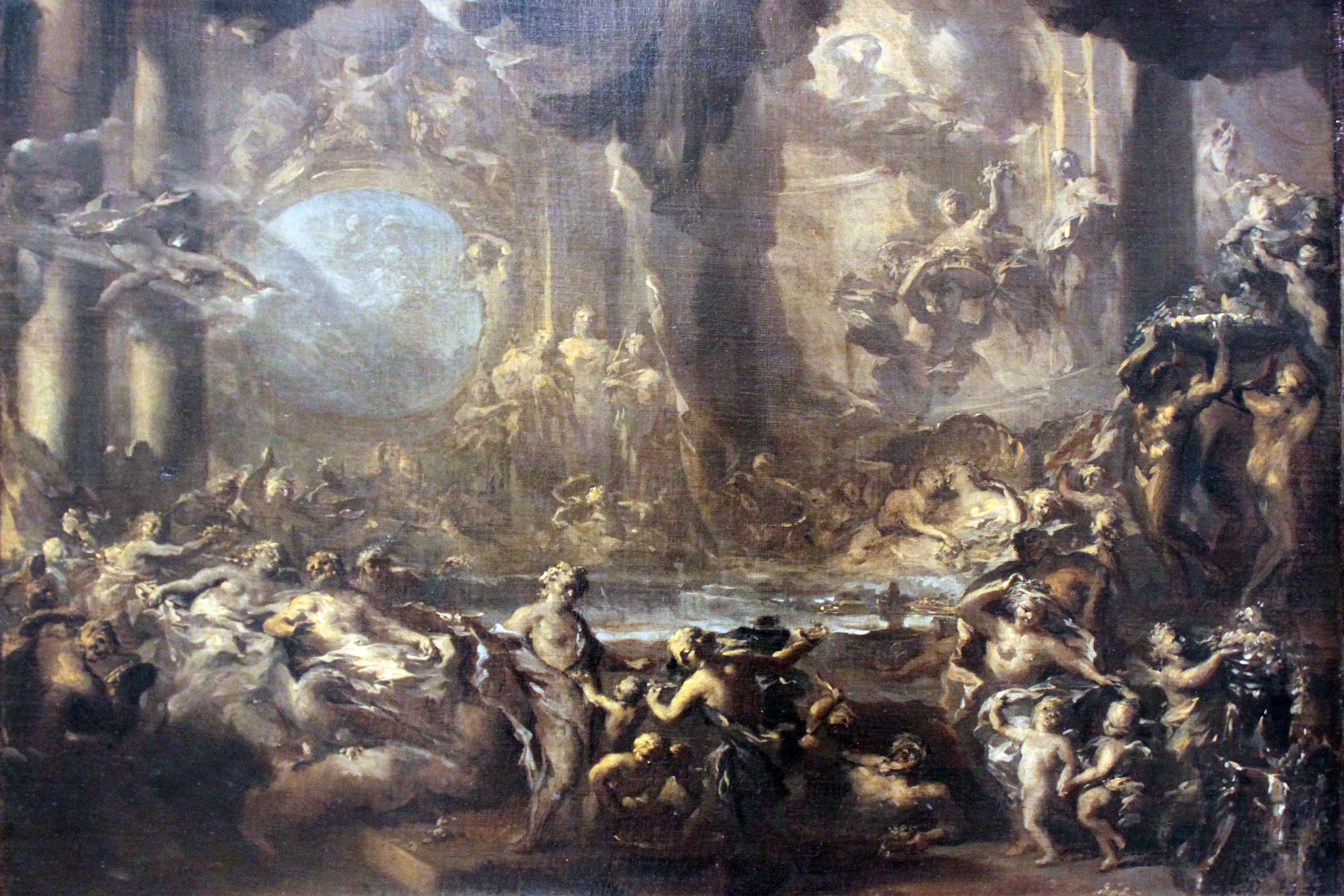
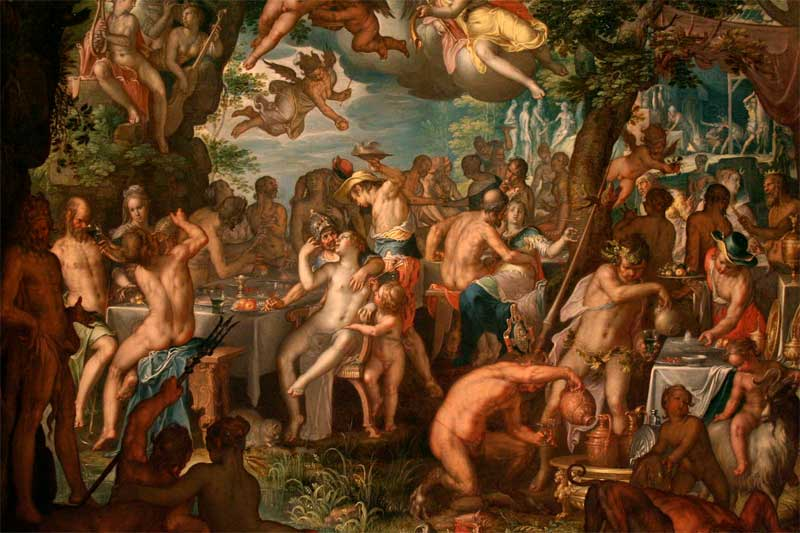
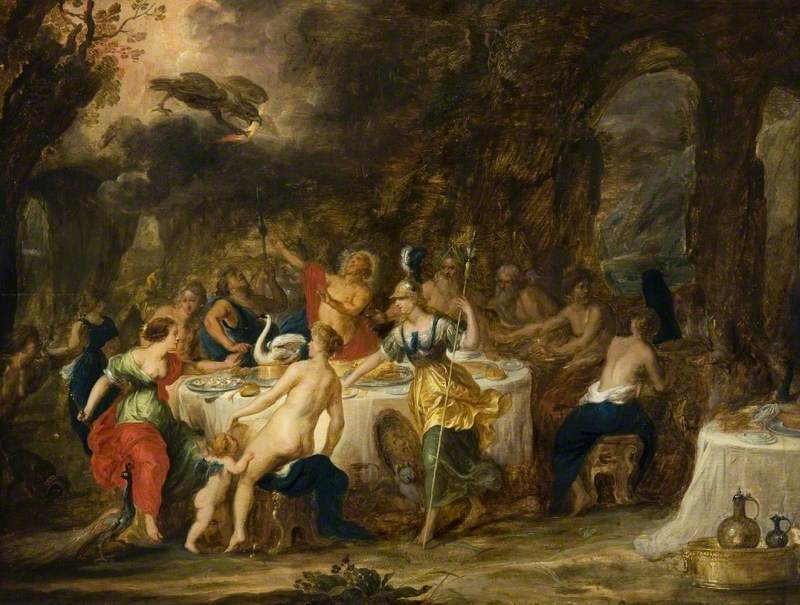
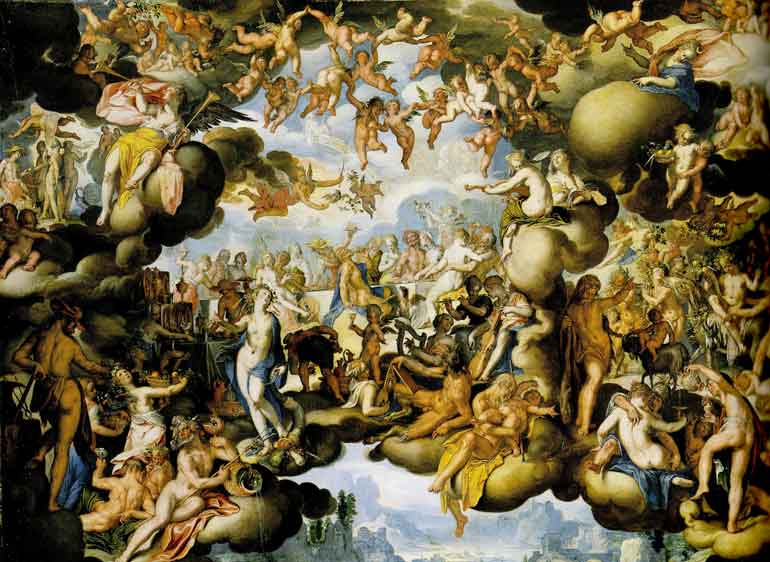
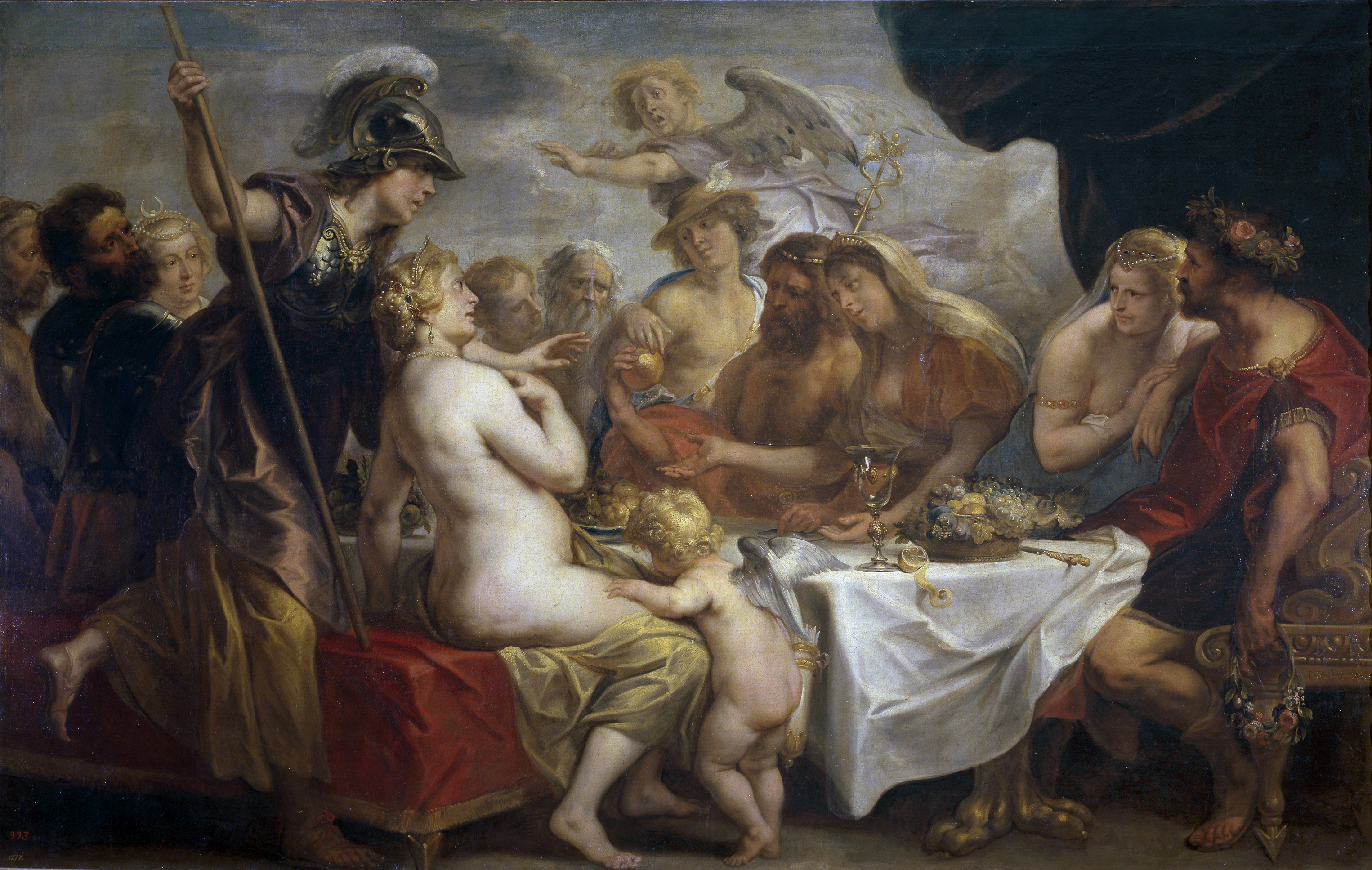
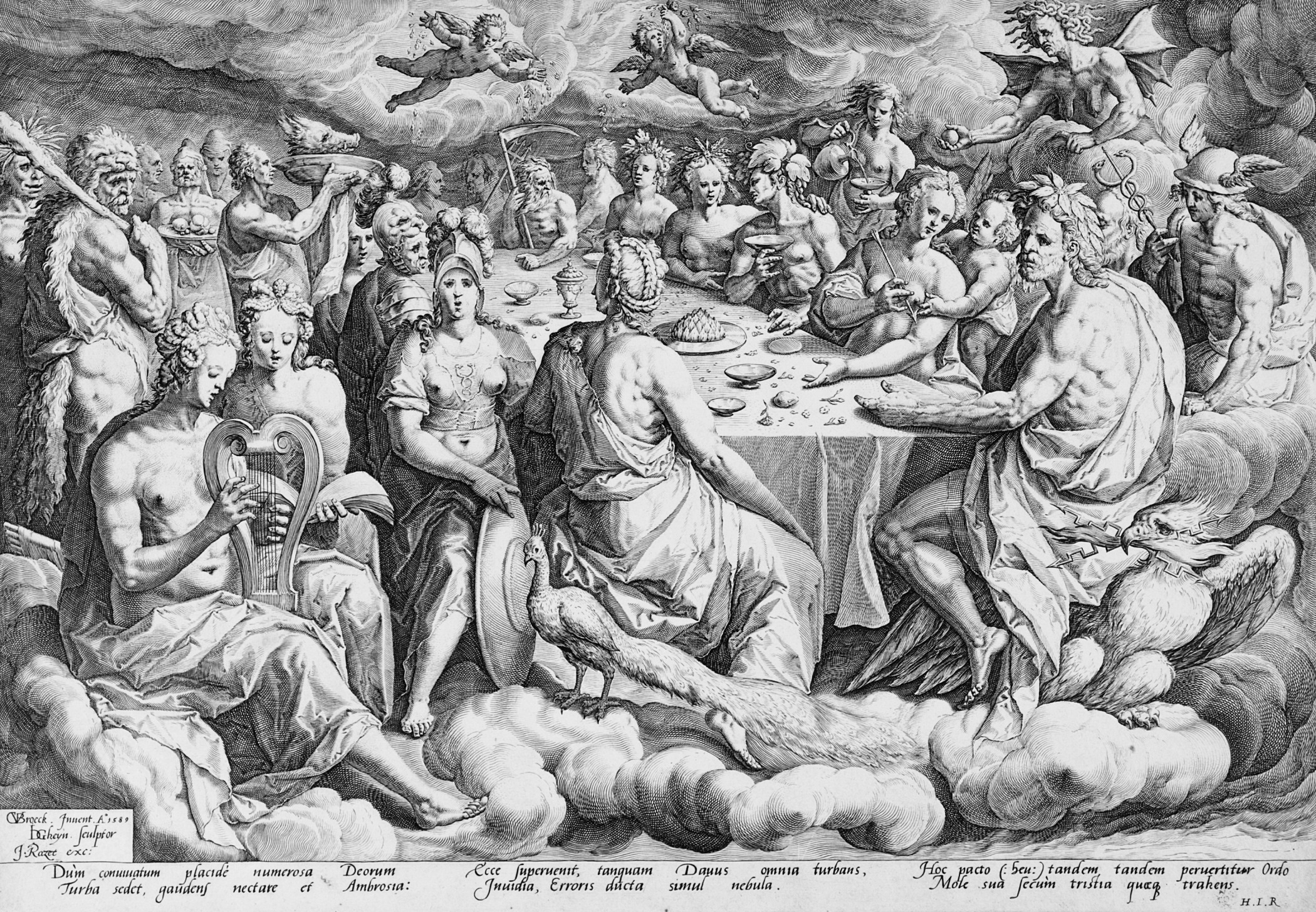
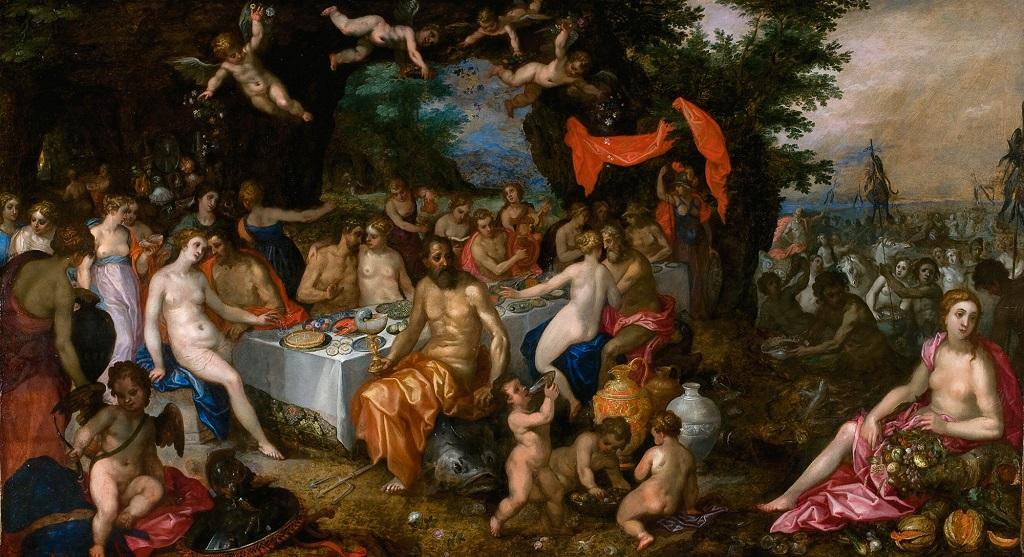
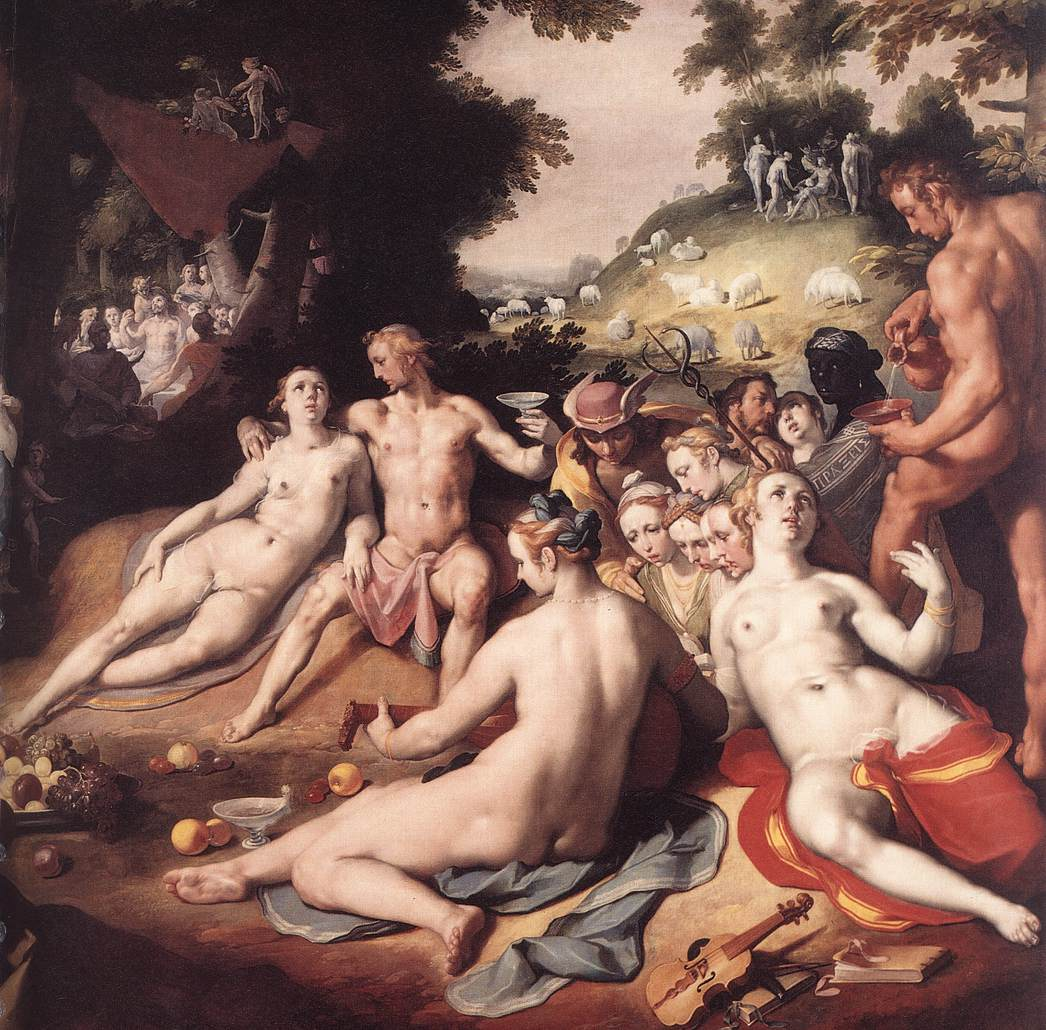
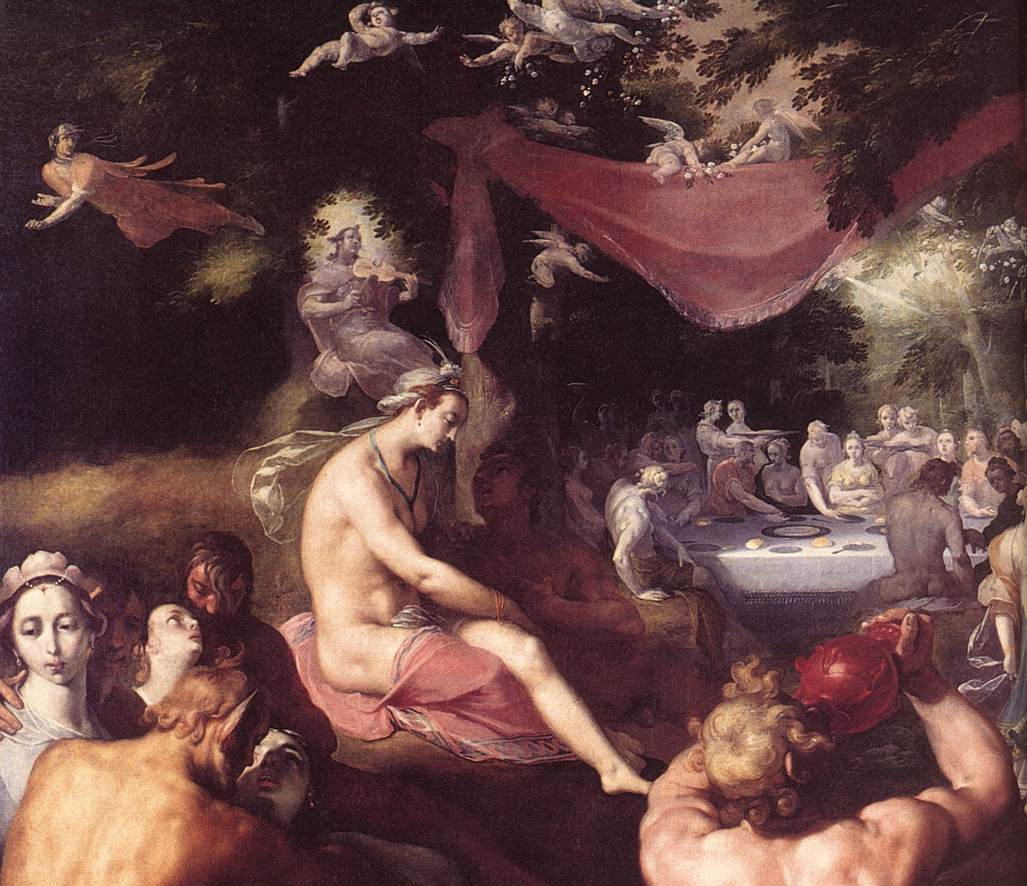
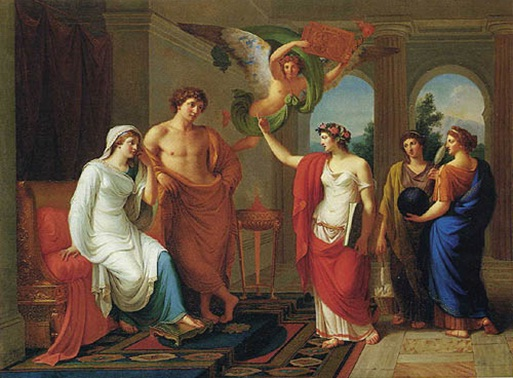
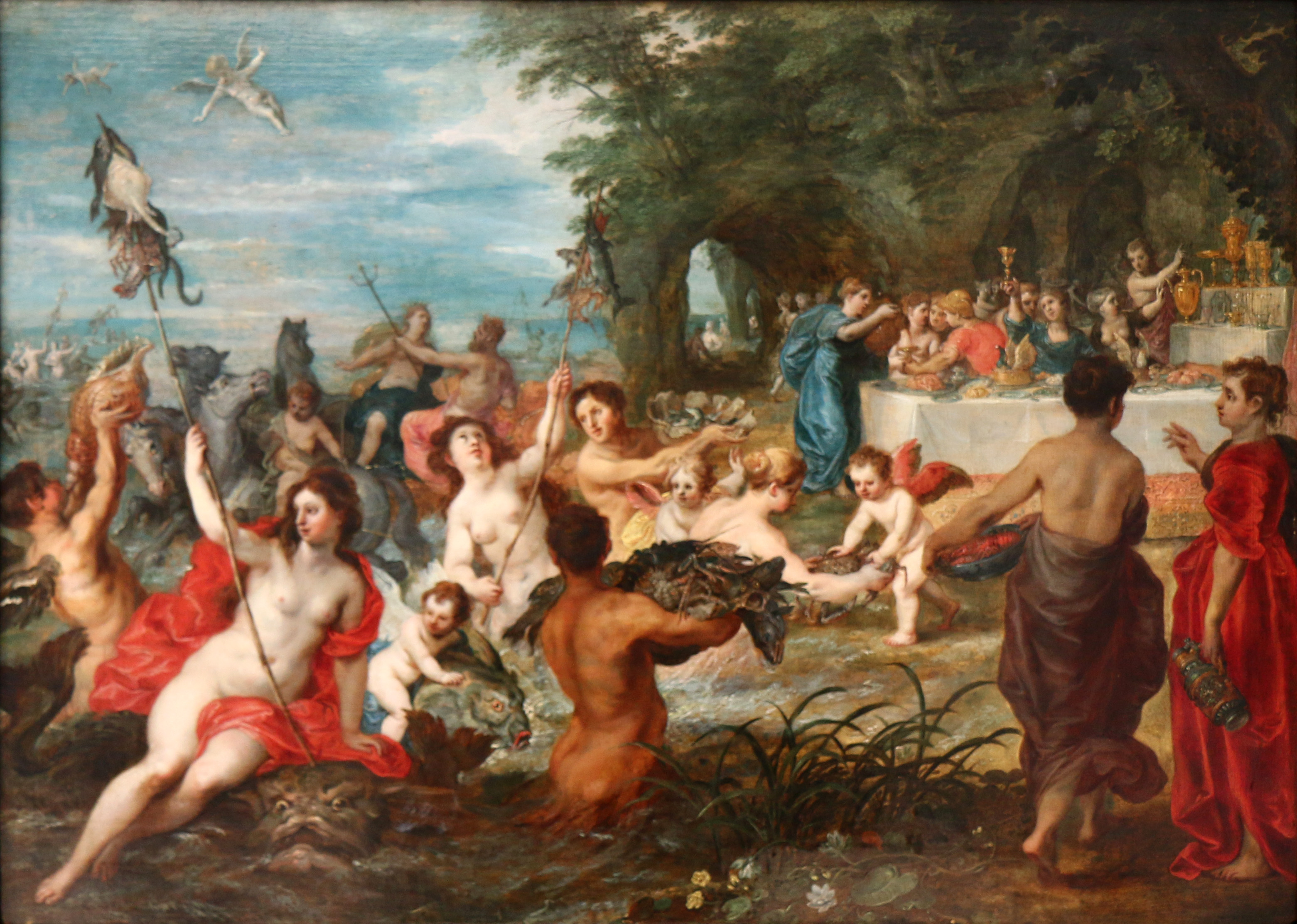
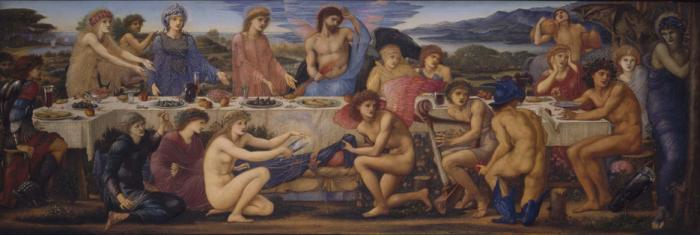
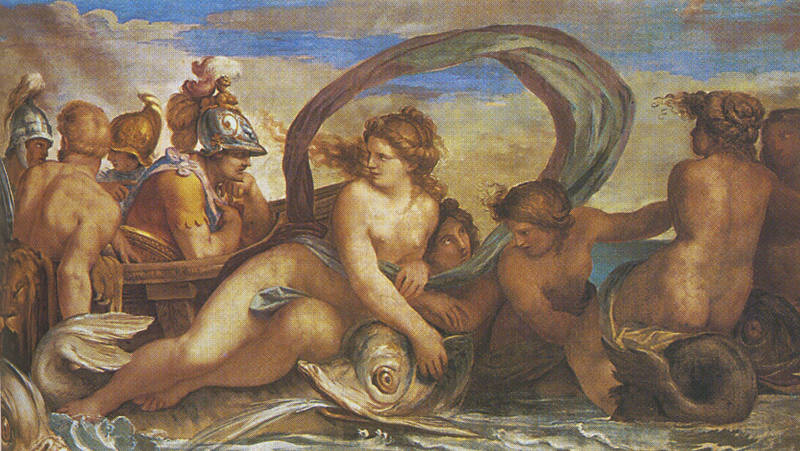
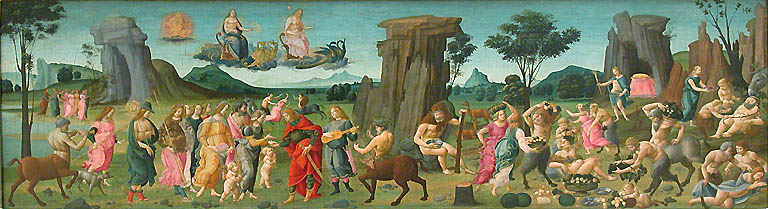
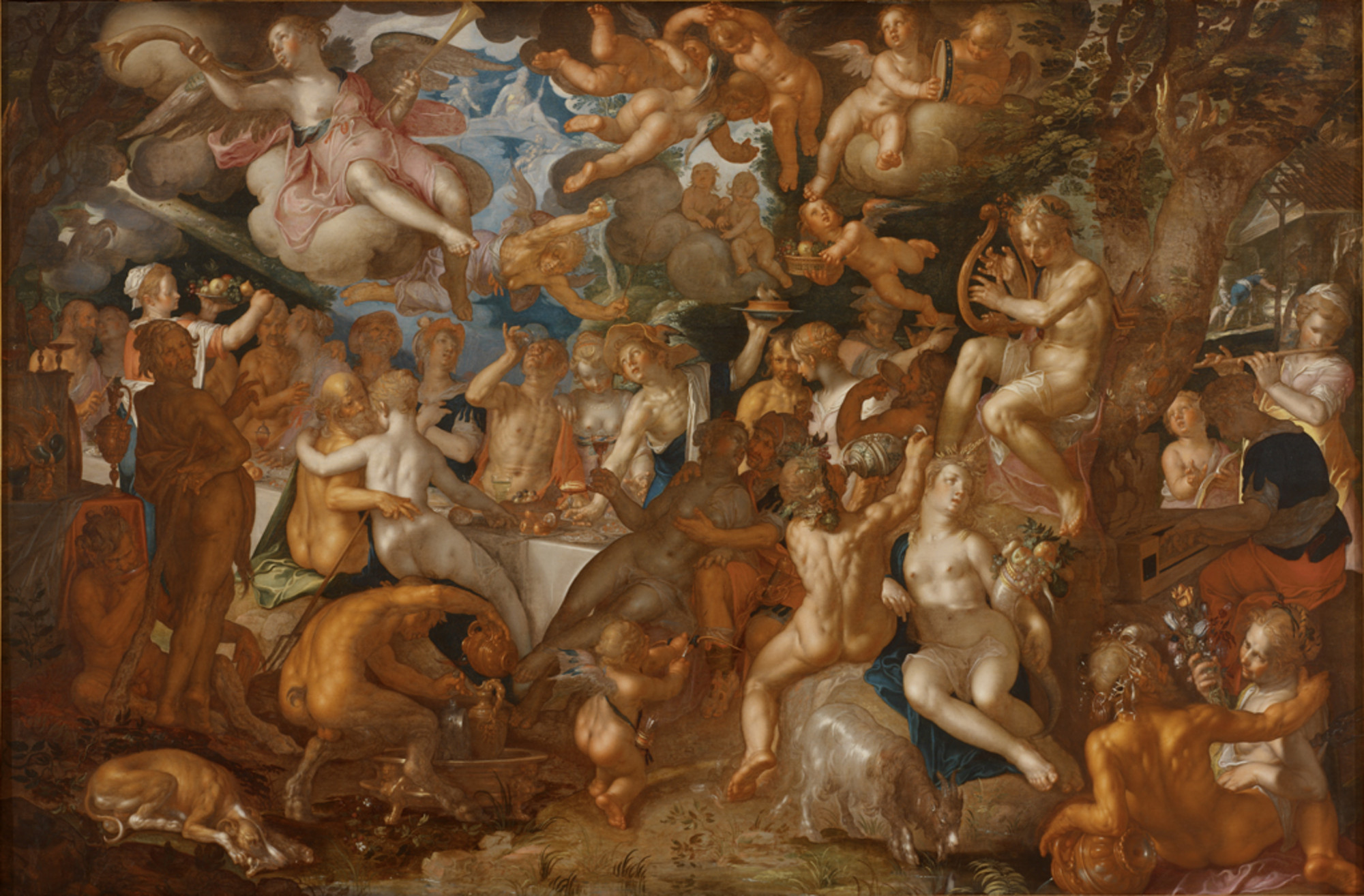
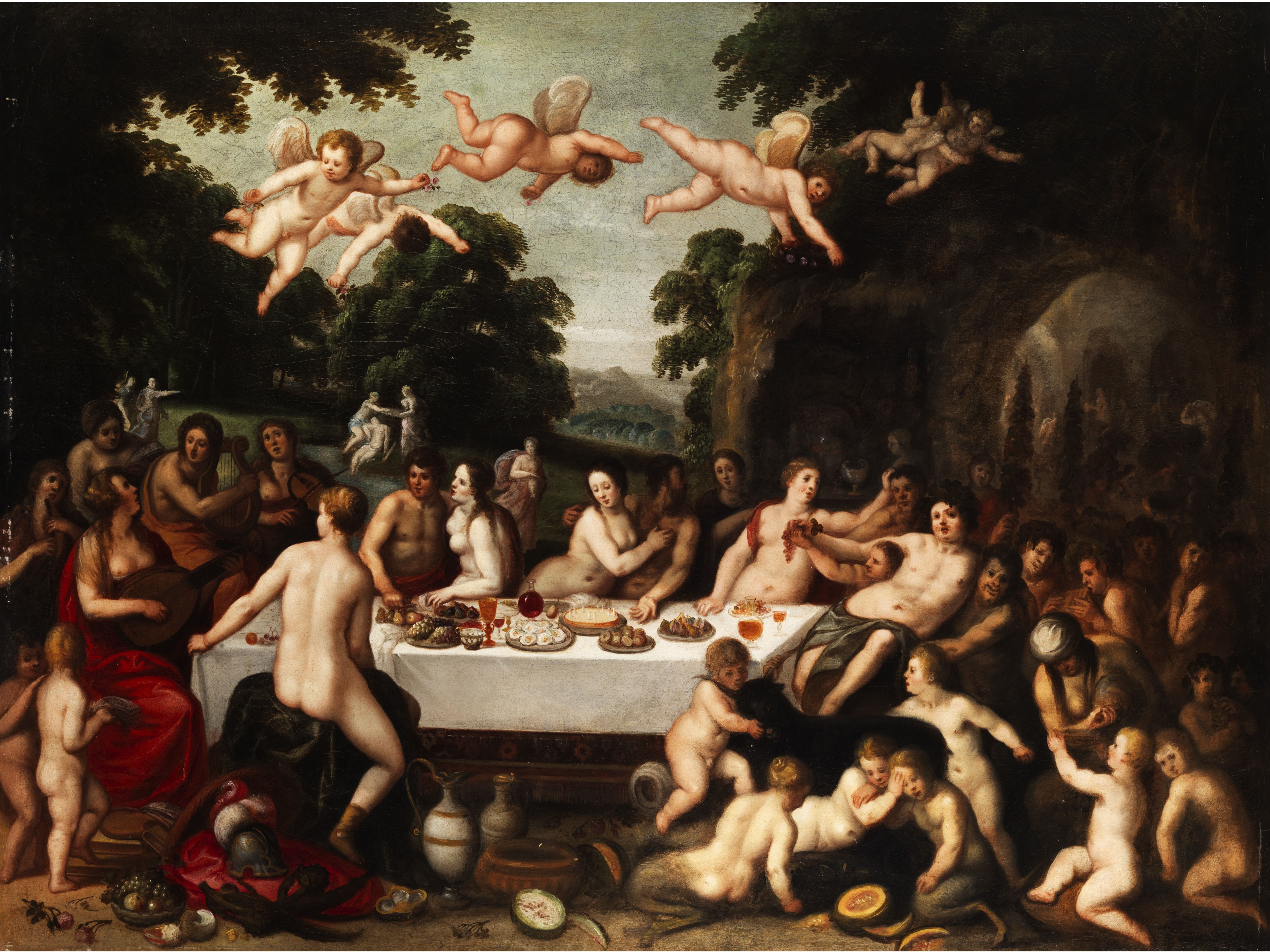
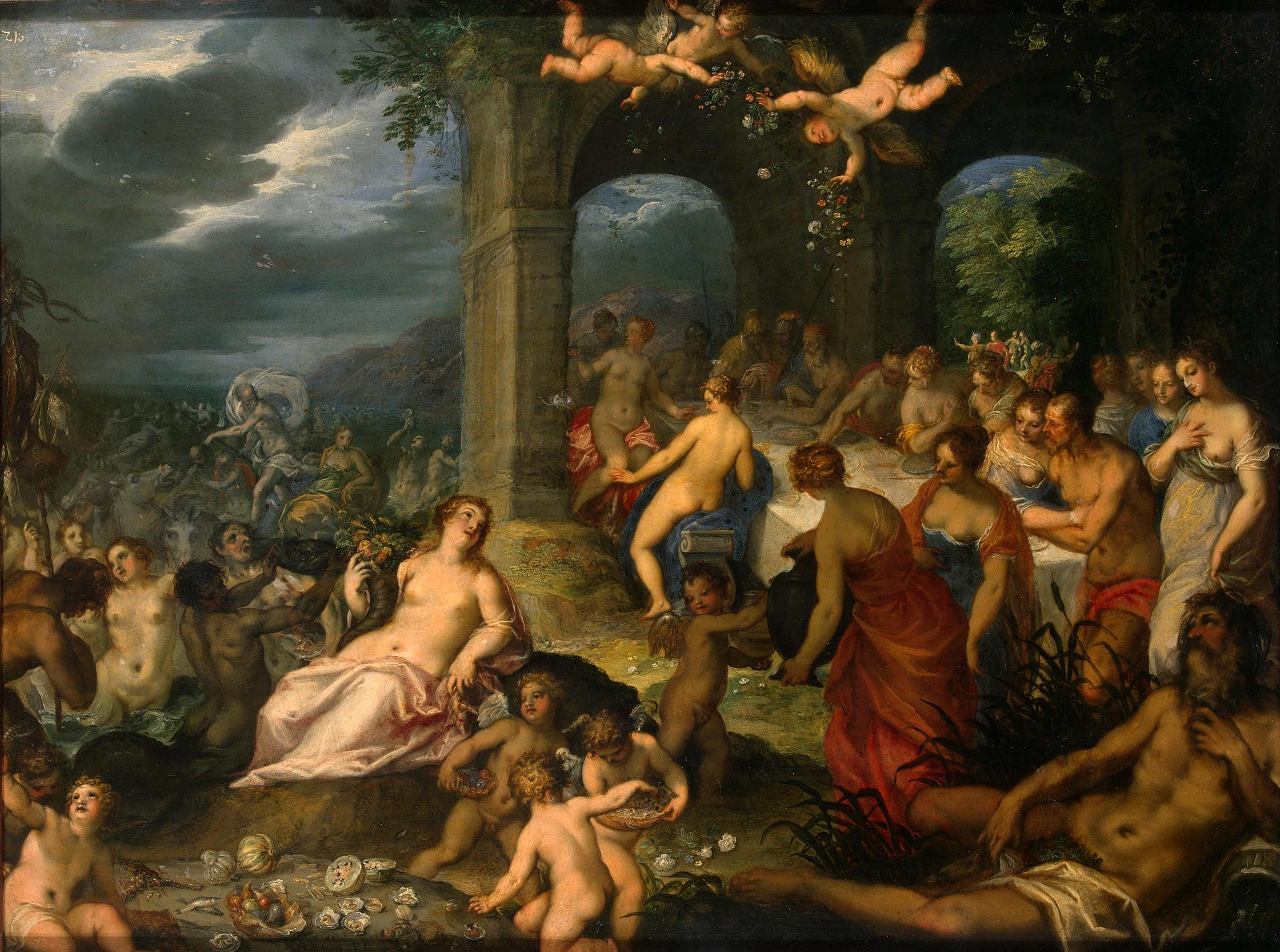
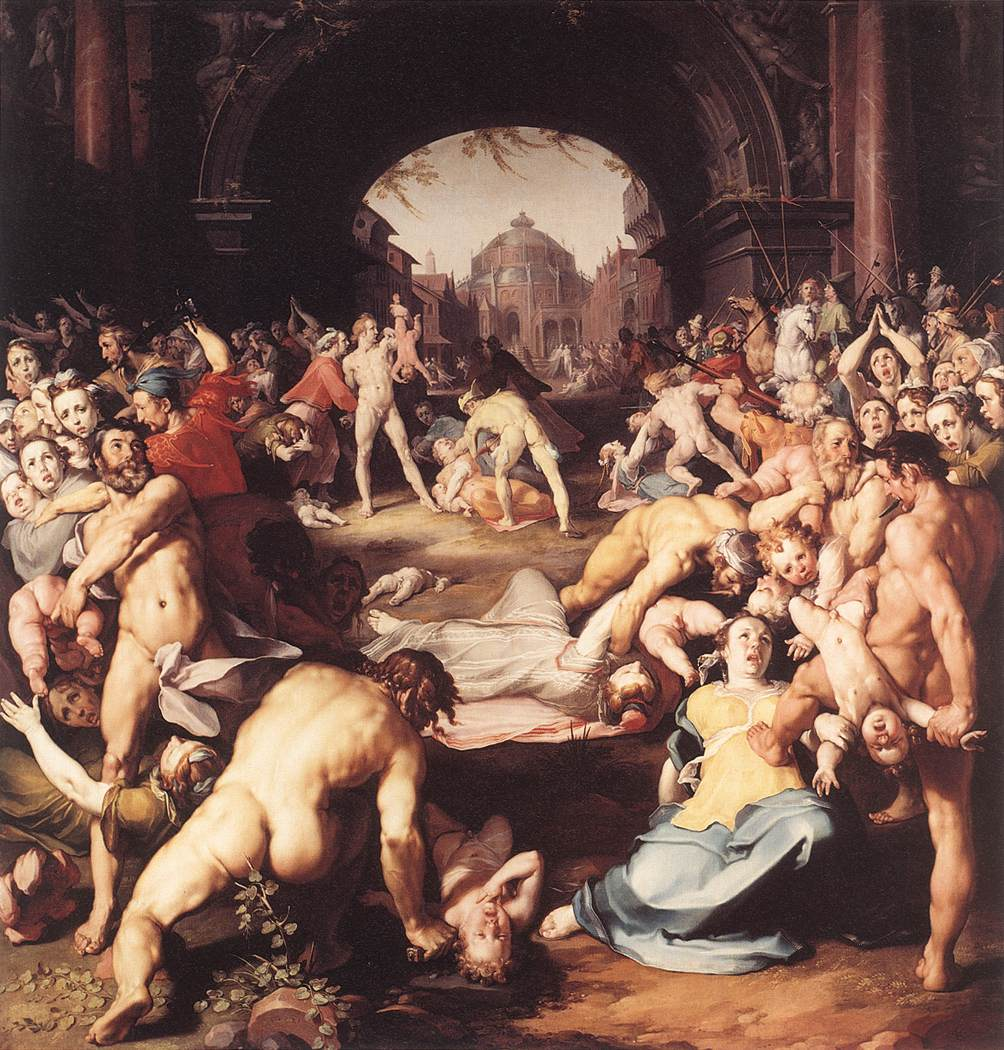
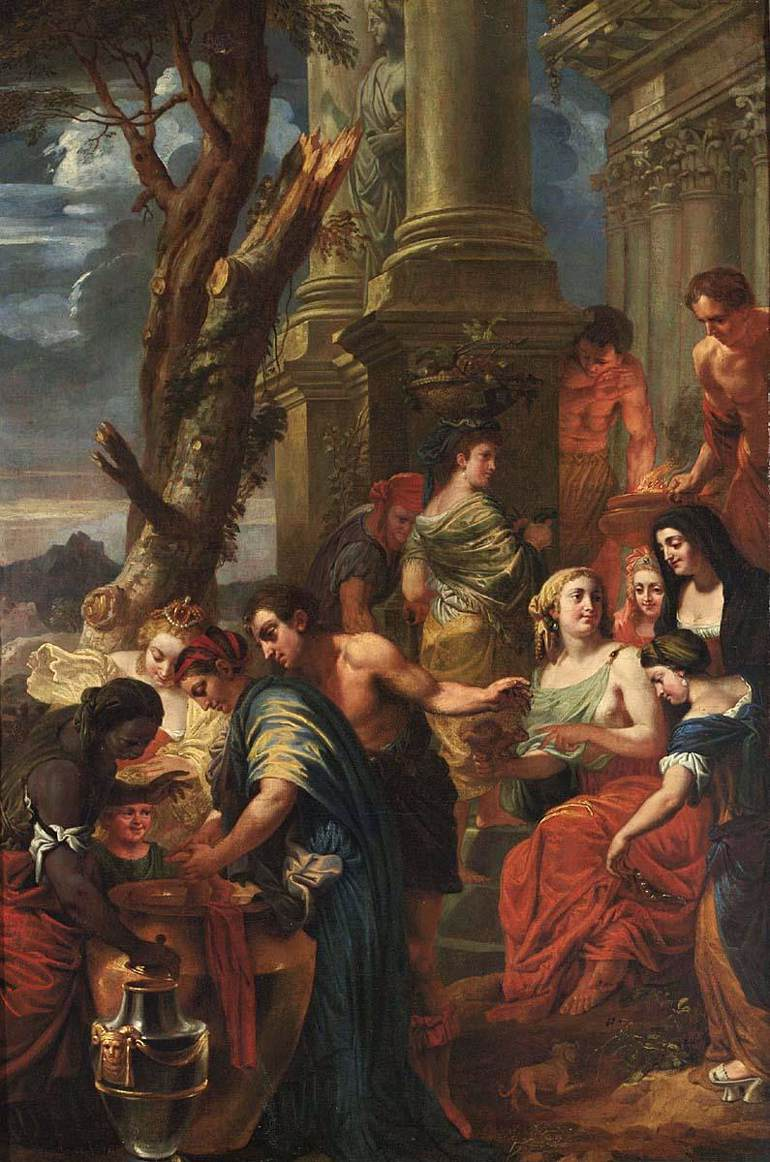

### Thetis and Achilles

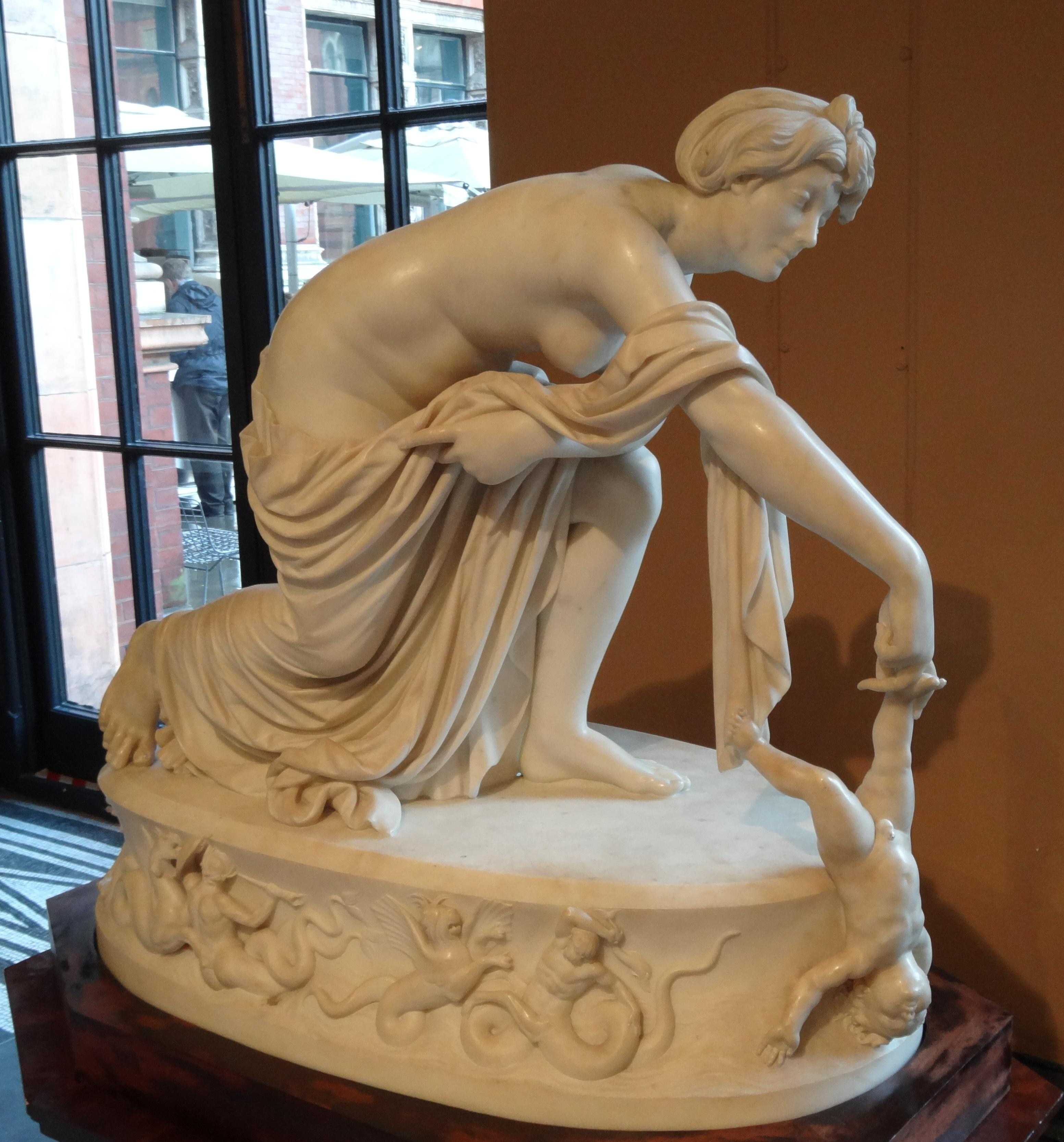
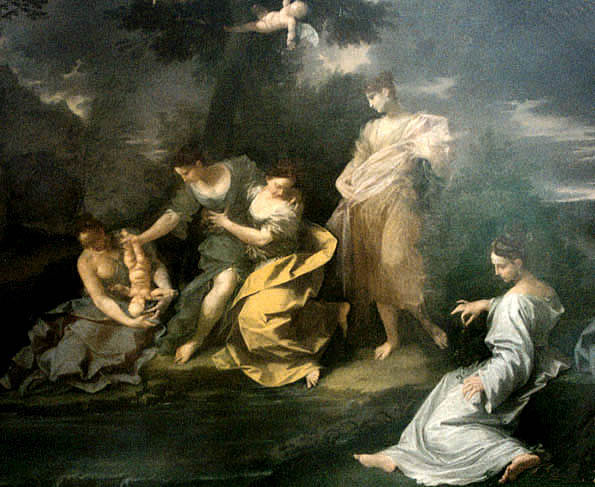
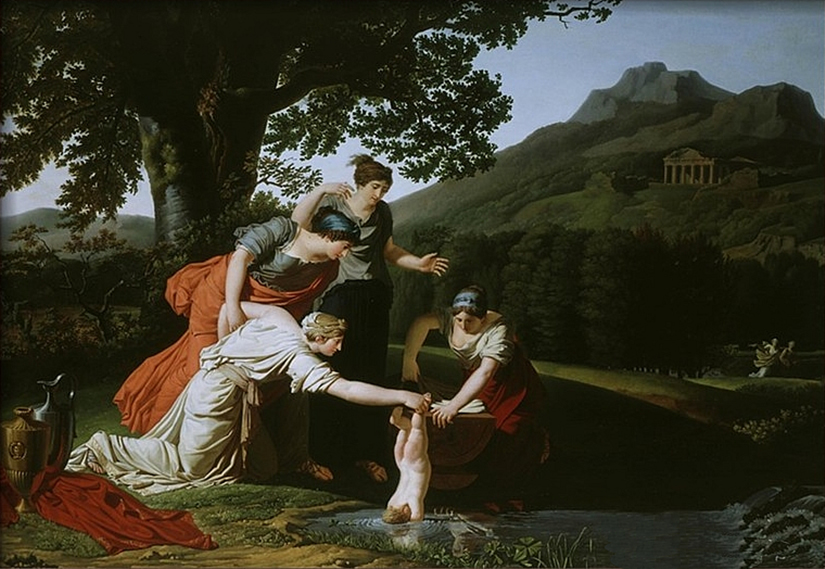
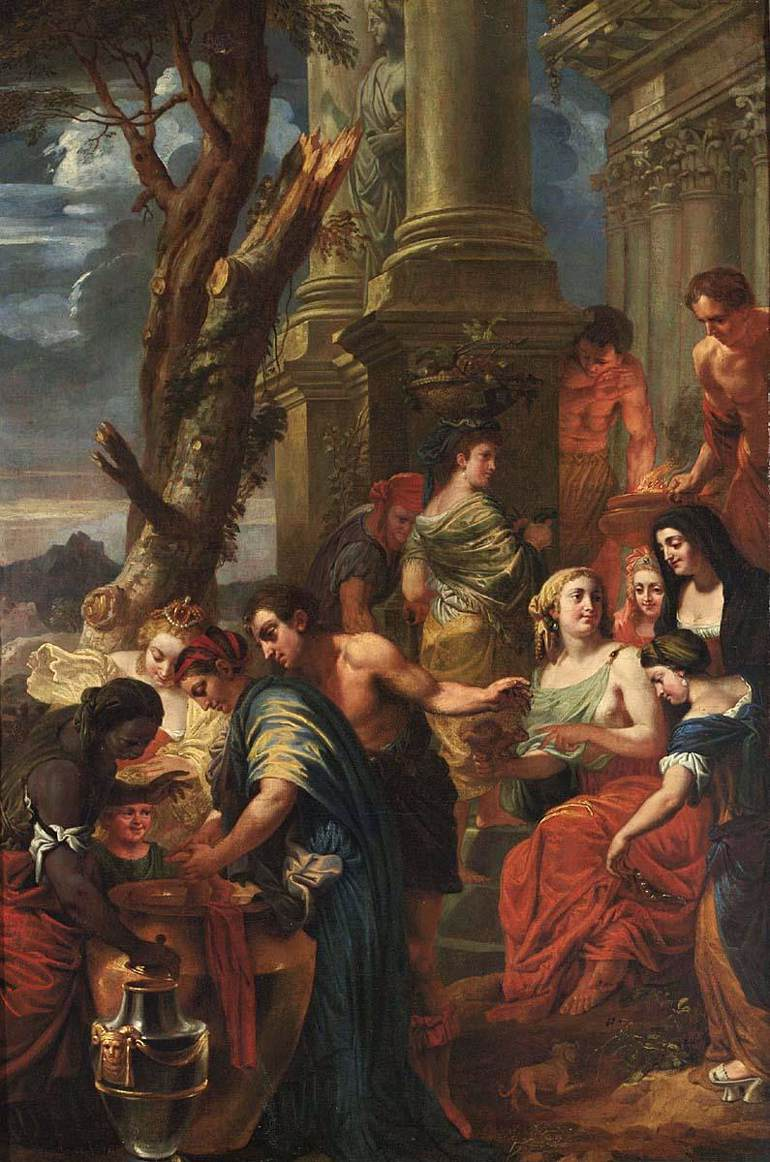
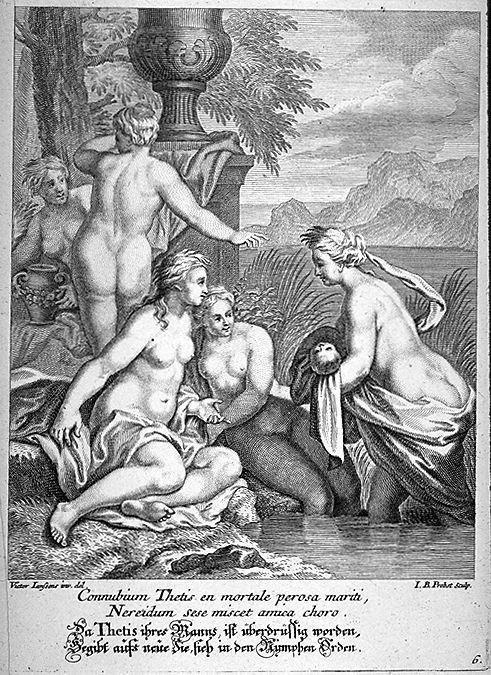
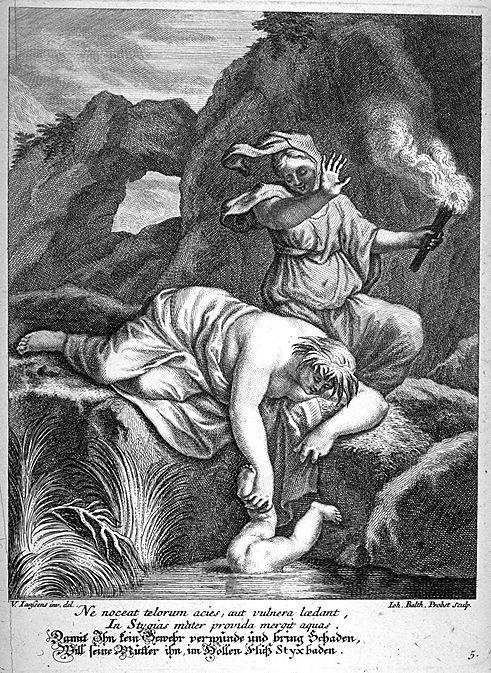
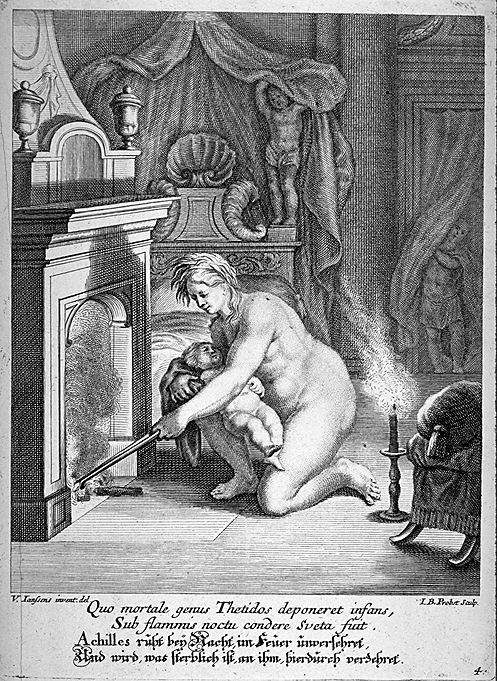
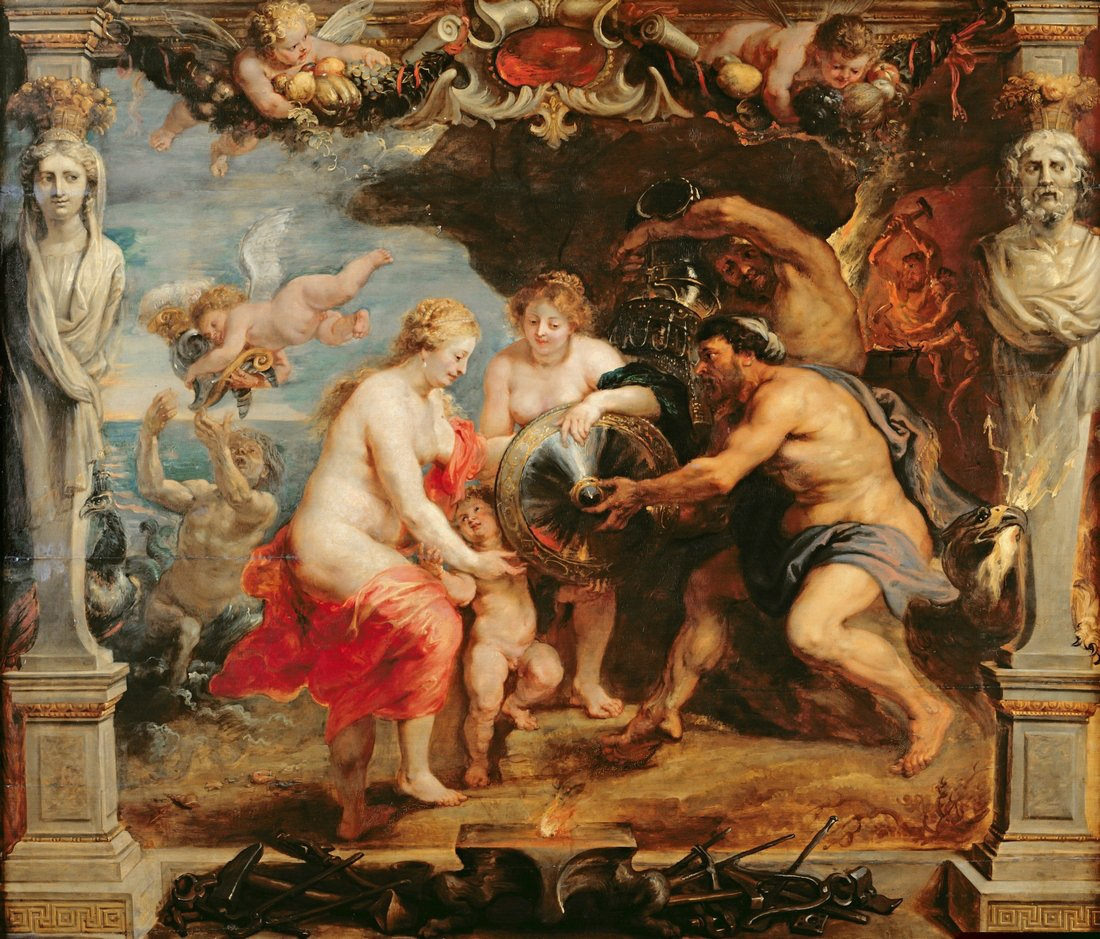
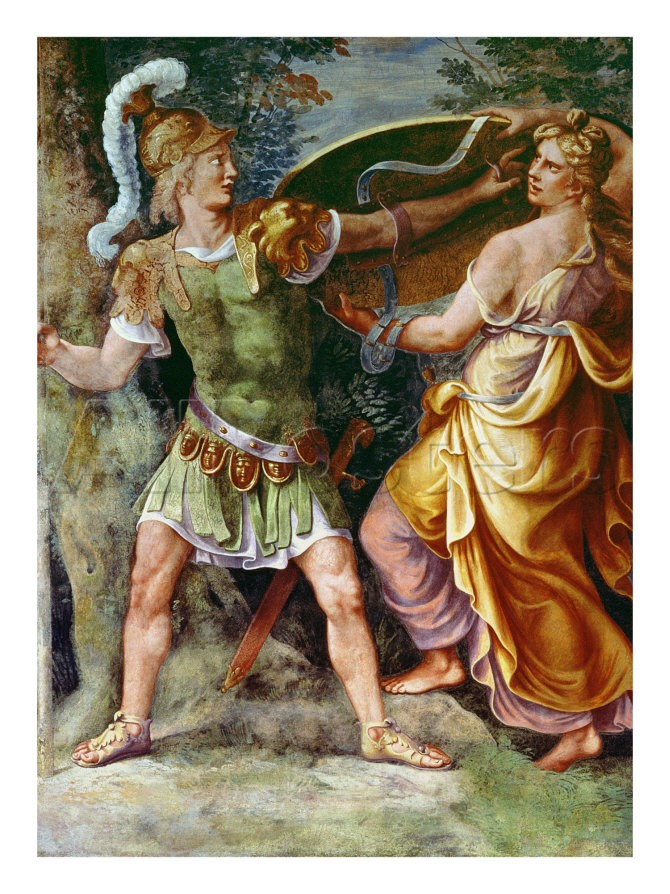
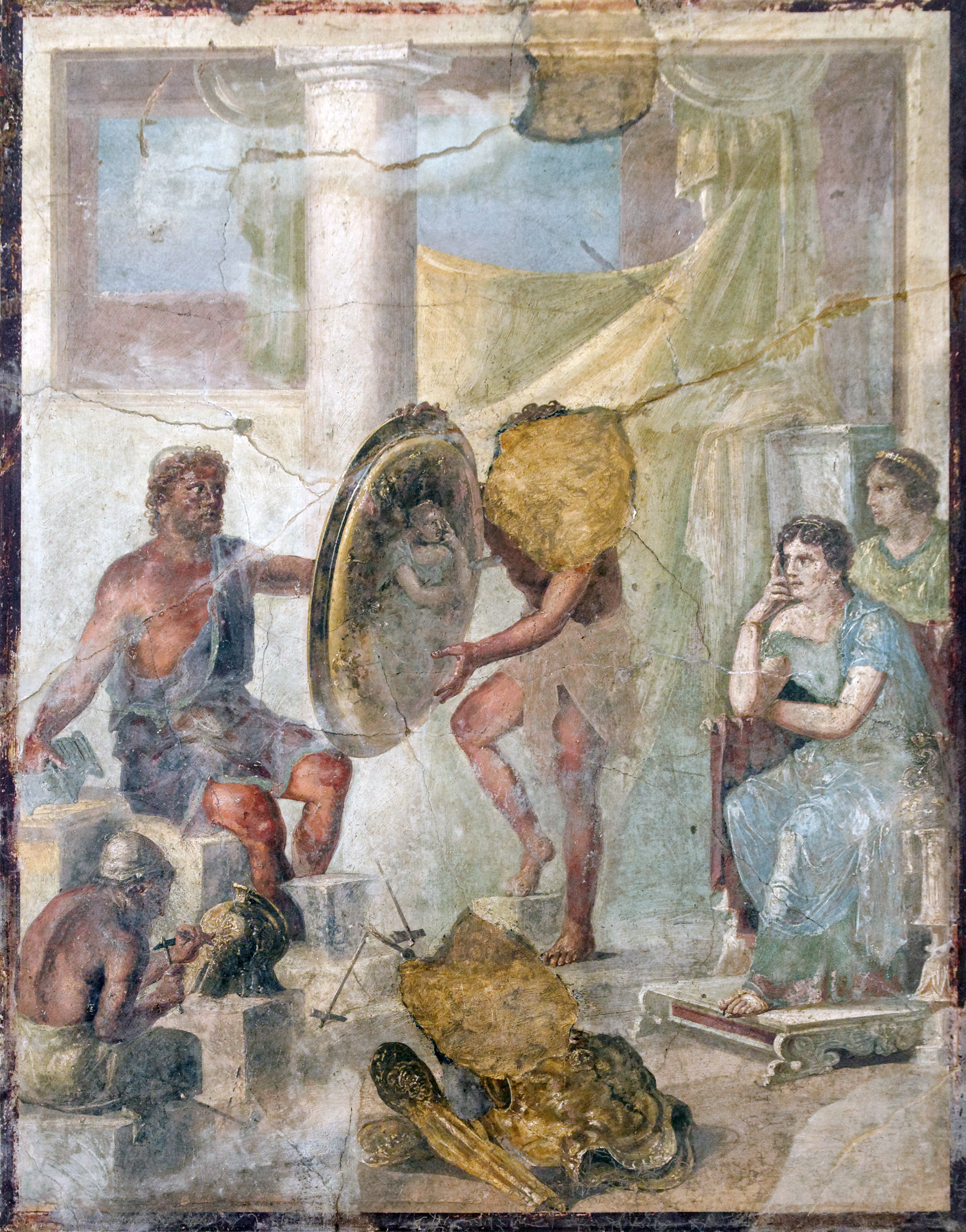
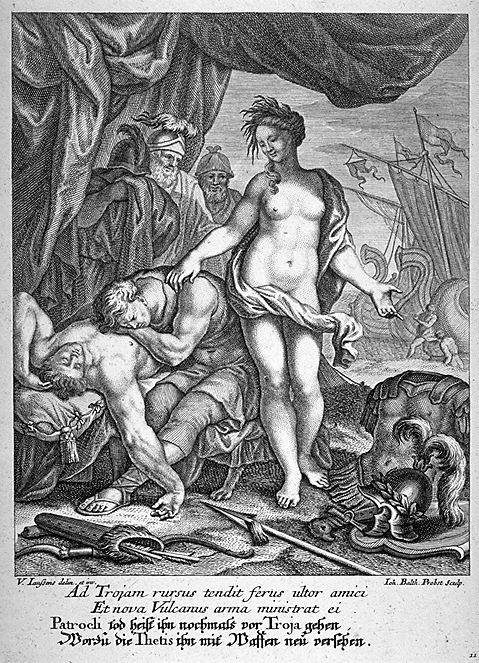
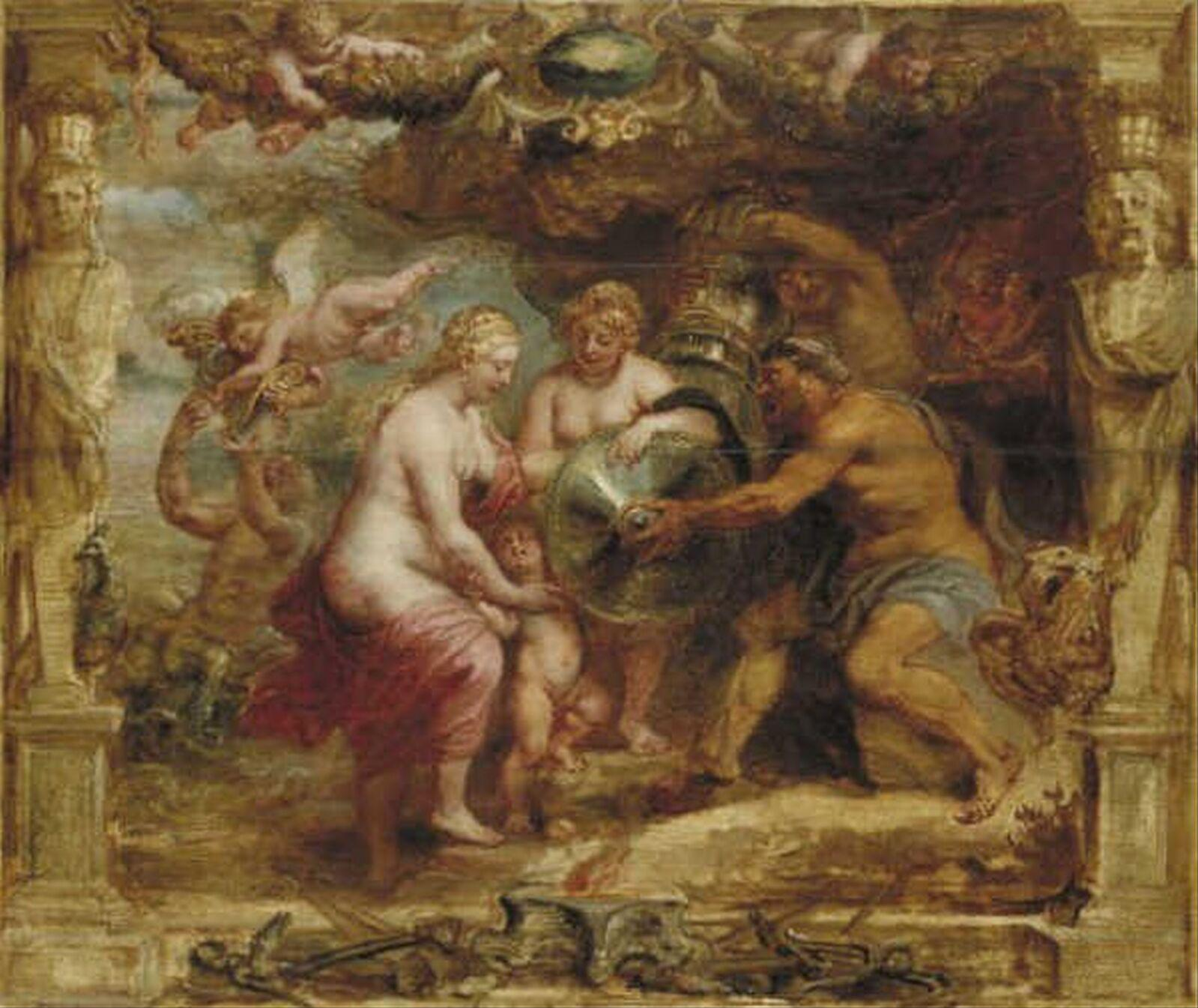
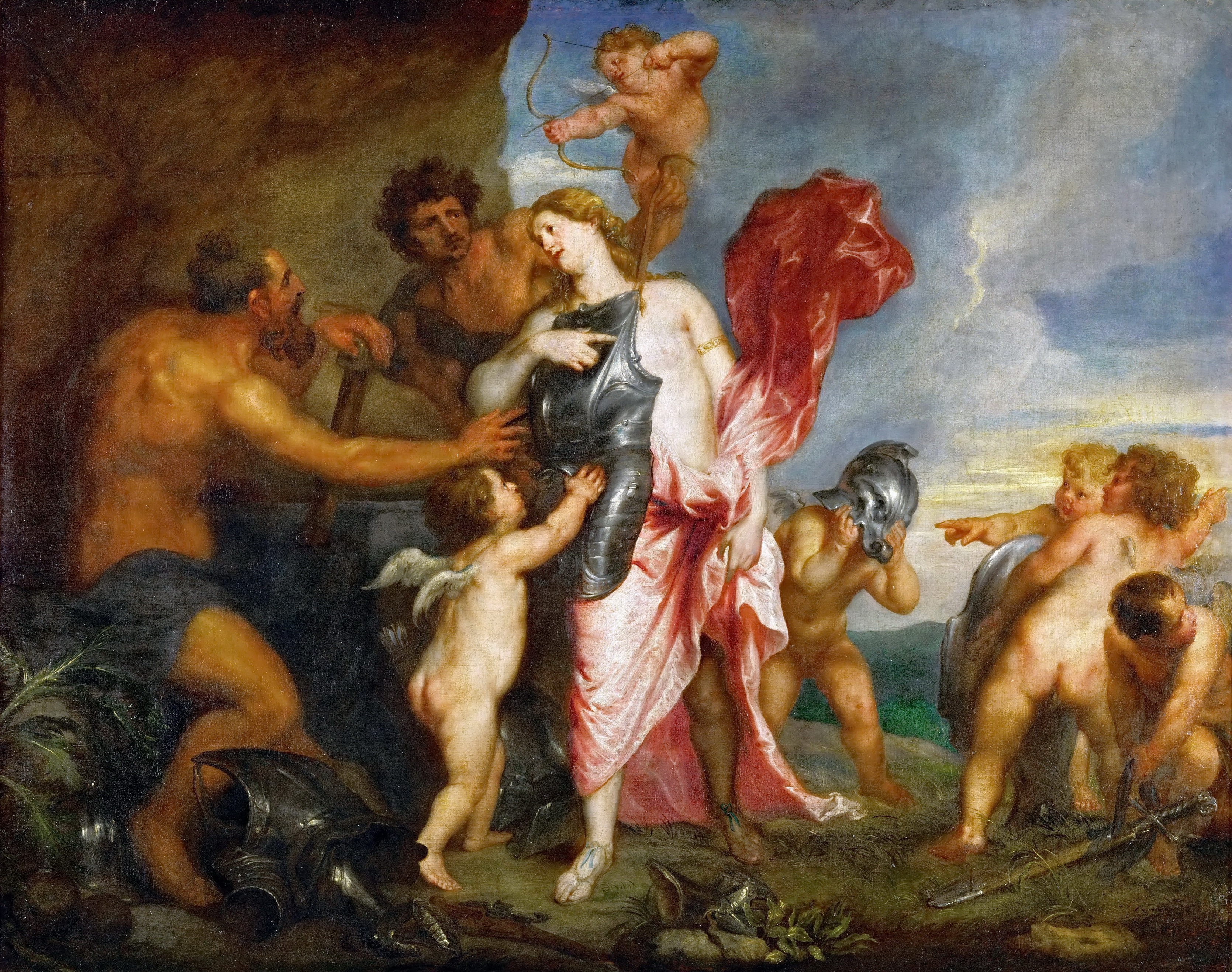
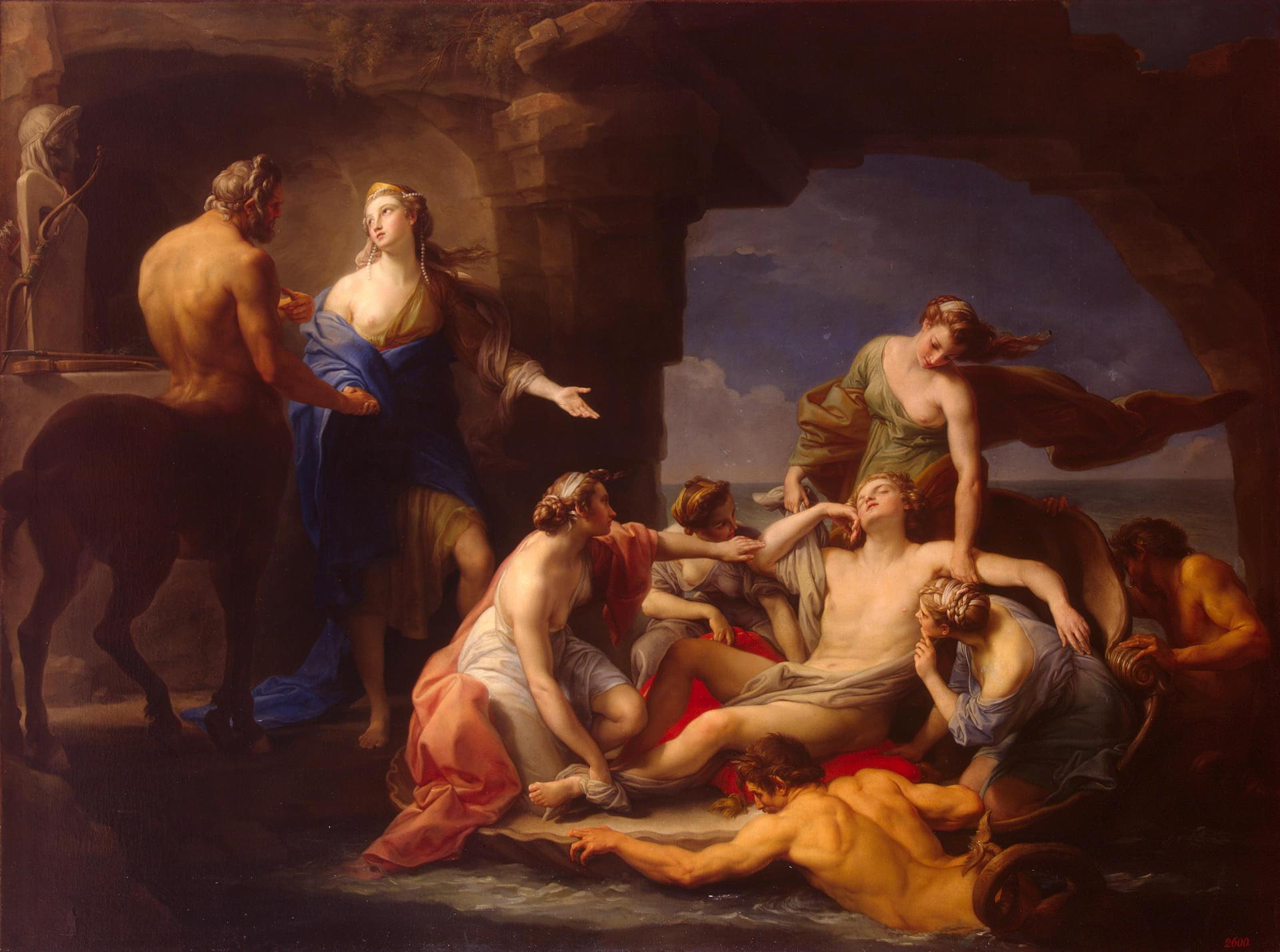
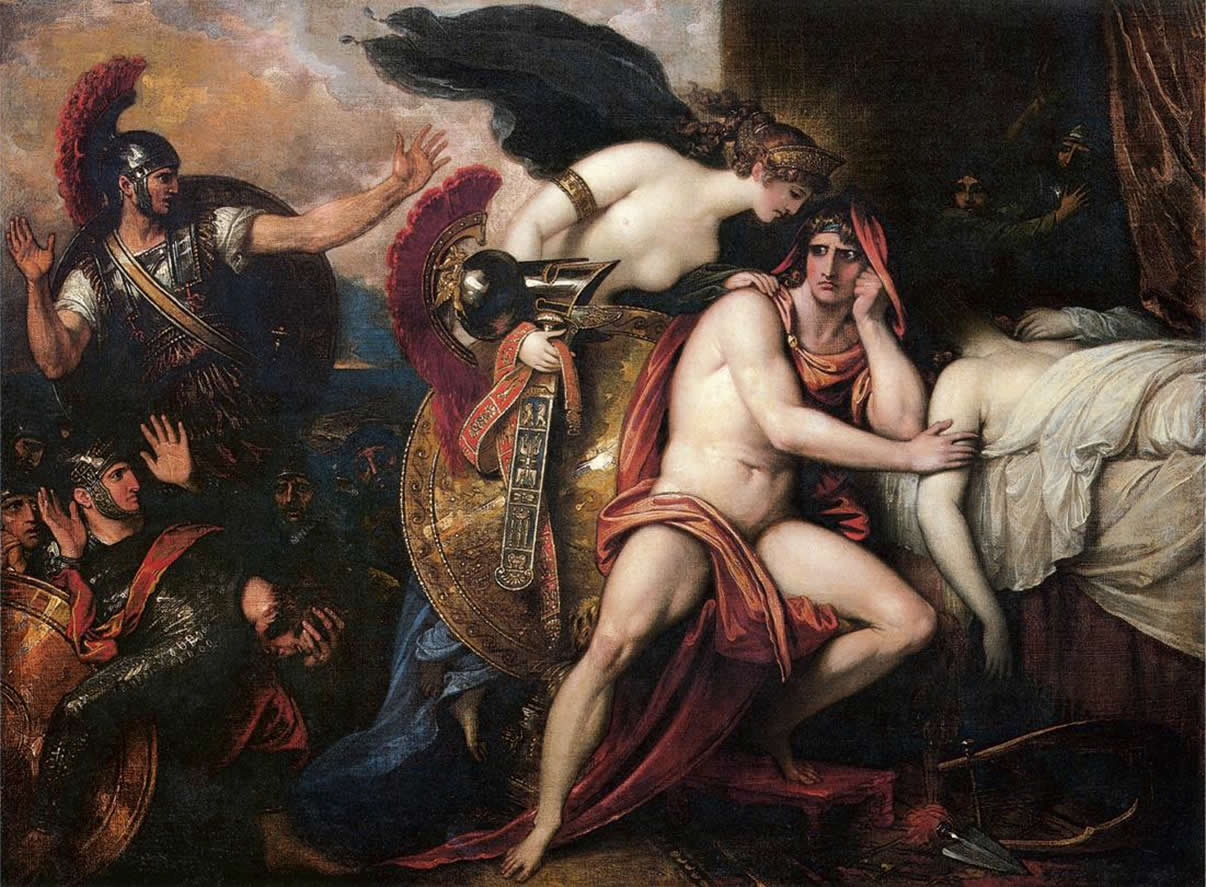
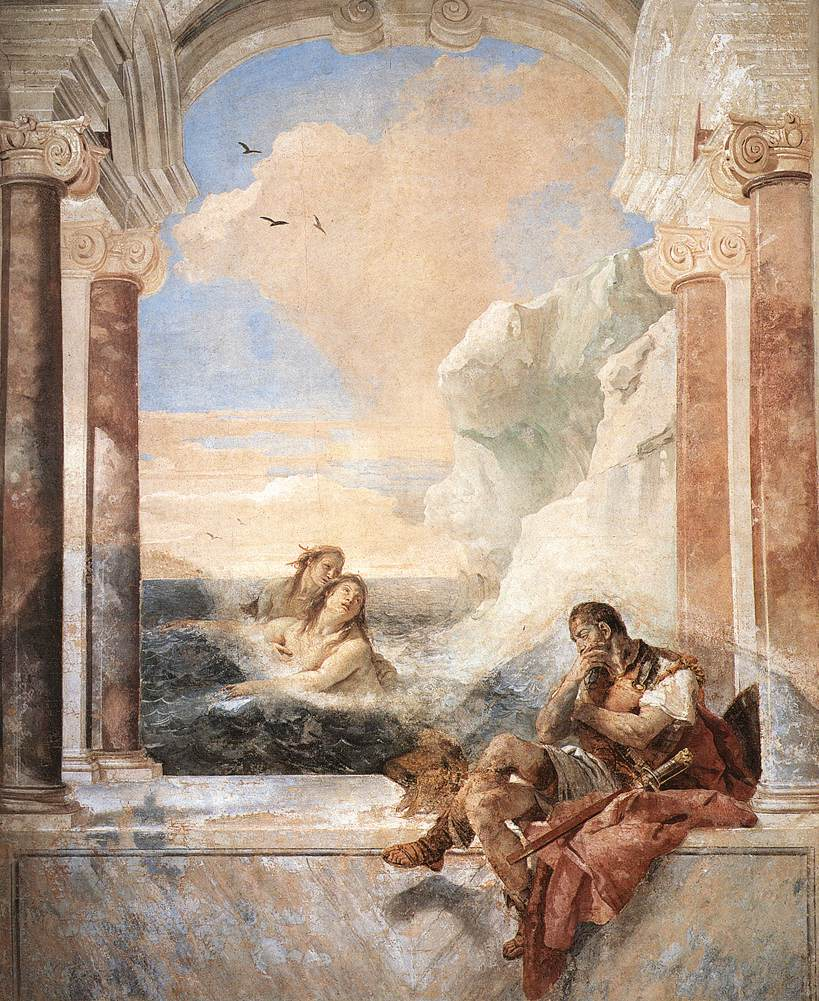
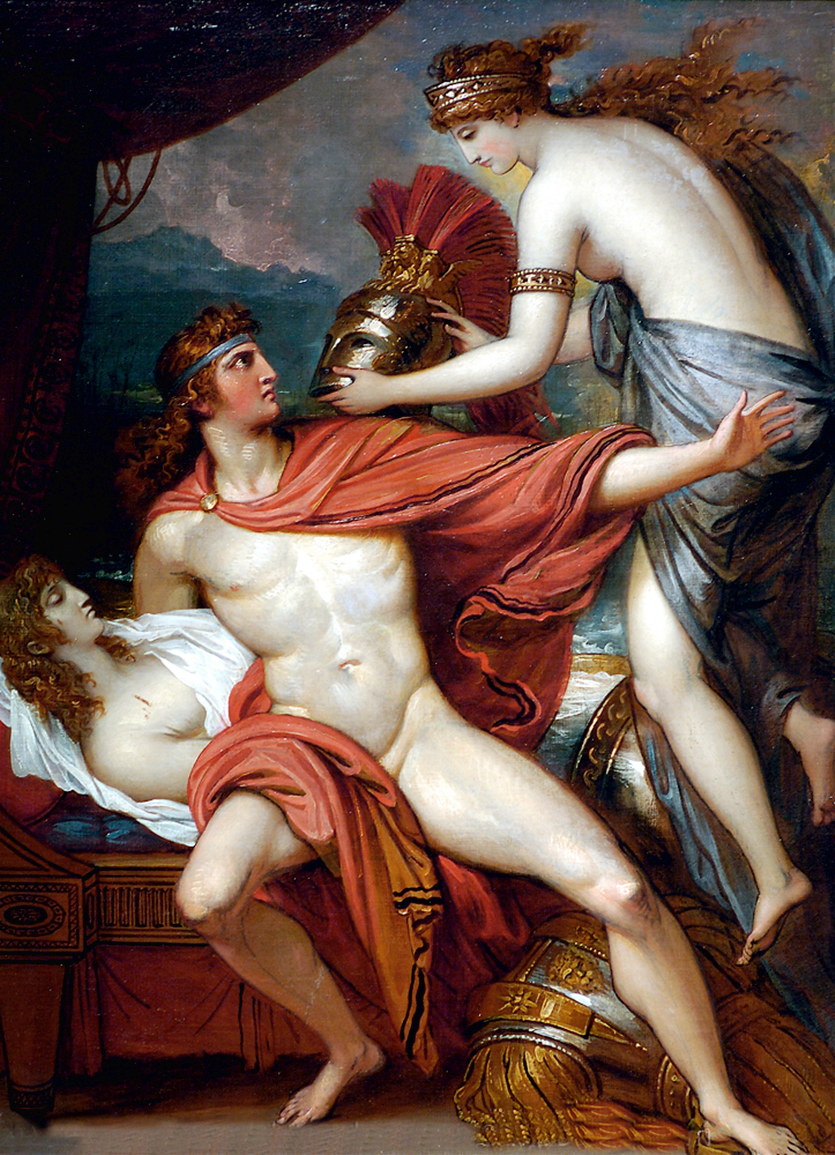
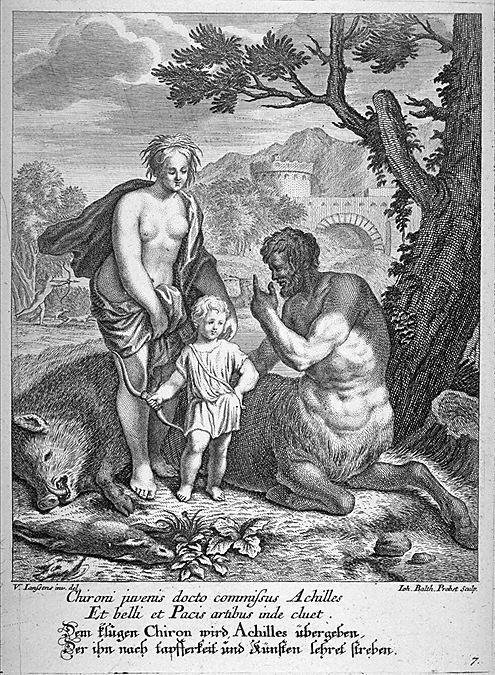